# Lady Gaga
Stefani Joanne Angelina Germanotta (Nova Iorque, 28 de março de 1986), mais conhecida como Lady Gaga, é uma cantora, compositora e atriz norte-americana. Por sua versatilidade em gêneros musicais, apresentações chamativas, moda e estética extravagante, Gaga se tornou uma das maiores artistas musicais de âmbito global da atualidade. Antes do reconhecimento internacional, Gaga começou a apresentar-se no cenário musical de rock no Lower East Side em 2003, e mais tarde matriculou-se na Tisch School of Arts da Universidade de Nova Iorque. No fim de 2007, assinou um contrato com a Streamline Records, um selo da editora discográfica Interscope Records. Durante o seu início na Interscope, trabalhou como compositora para artistas e capturou a atenção do produtor Akon, que reconheceu as suas habilidades vocais e contratou-a para a sua própria gravadora, a Kon Live Distribution. Ela ganhou proeminência como uma artista após o lançamento do seu álbum de estúdio de estreia, intitulado The Fame, em 2008. O disco foi um sucesso a nível crítico e comercial. Seus singles "Just Dance" e "Poker Face" tornaram-se sucessos internacionais e atingiram o topo da parada estadunidense Billboard Hot 100. O álbum, mais tarde, foi relançado junto com extended play (EP) The Fame Monster, que contém os êxitos internacionais "Bad Romance", "Telephone" e "Alejandro".
Seu terceiro álbum de estúdio, Born This Way (2011), estreou no topo da Billboard 200 com mais de um milhão de cópias vendidas. Já a sua faixa-título liderou a Billboard Hot 100. Influenciado pelo EDM, seu quarto disco, Artpop (2013), também foi primeiro lugar nos EUA. Após este, Gaga sentiu-se inspirada a mudar sua música e imagem. Isso resultou em Cheek to Cheek, um projeto de jazz em parceria com Tony Bennett, e Joanne, que apresenta influências fortes do country e rock; ambos a mantiveram no topo da Billboard 200. Durante esse período, Gaga se aventurou na atuação, interpretando papéis principais na minissérie American Horror Story: Hotel (2015–2016), pela qual recebeu um Globo de Ouro de Melhor Atriz, e no aclamado filme de drama musical A Star Is Born (2018). Ela também contribuiu para a trilha sonora deste último, que rendeu o single "Shallow", outro número um nos EUA. 
Gaga voltou a se aventurar no electropop com seus dois últimos discos, Chromatica (2020) e Mayhem (2025), que foram primeiro lugar na Billboard 200 e geraram mais dois sucessos no topo das paradas, "Rain on Me" e Die with a Smile", respectivamente. Em 2021, a artista foi destaque no filme House of Gucci, interpretando a socialite Patrizia Reggiani. Três anos depois, ela atuou no filme Joker: Folie à Deux (2024), como Arlequina. Para essa sequência de Joker (2019), Gaga contribuiu ao fazer dois álbuns de trilha sonora, entre eles o Harlequin, onde ambos contém regravações de músicas clássicas. 
Até o momento, Lady Gaga já vendeu um número estimado de mais de 170 milhões de gravações no mundo, o que faz dela uma das recordistas em vendas no mundo. Suas conquistas também incluem quatorze Grammy Awards e dezoito MTV Video Music Awards, que inclui o Tricon Award, recebido por ela em 2020 como a primeira artista a ser homenageada nessa categoria do VMA. Em 2012, o canal VH1 posicionou-a no número quatro na lista das "100 Maiores Mulheres na Música". A Billboard a elegeu a quarta maior estrela pop do período 2000-2024 e a sexta mais bem sucedida do século 21 em suas paradas musicais. Além disso, ela é regularmente destacada em listas elaboradas pela revista Forbes e foi nomeada uma das pessoas mais influentes do mundo pela revista Time.

## Biografia e carreira

### 1986–2004: Infância, adolescência e início na atuação

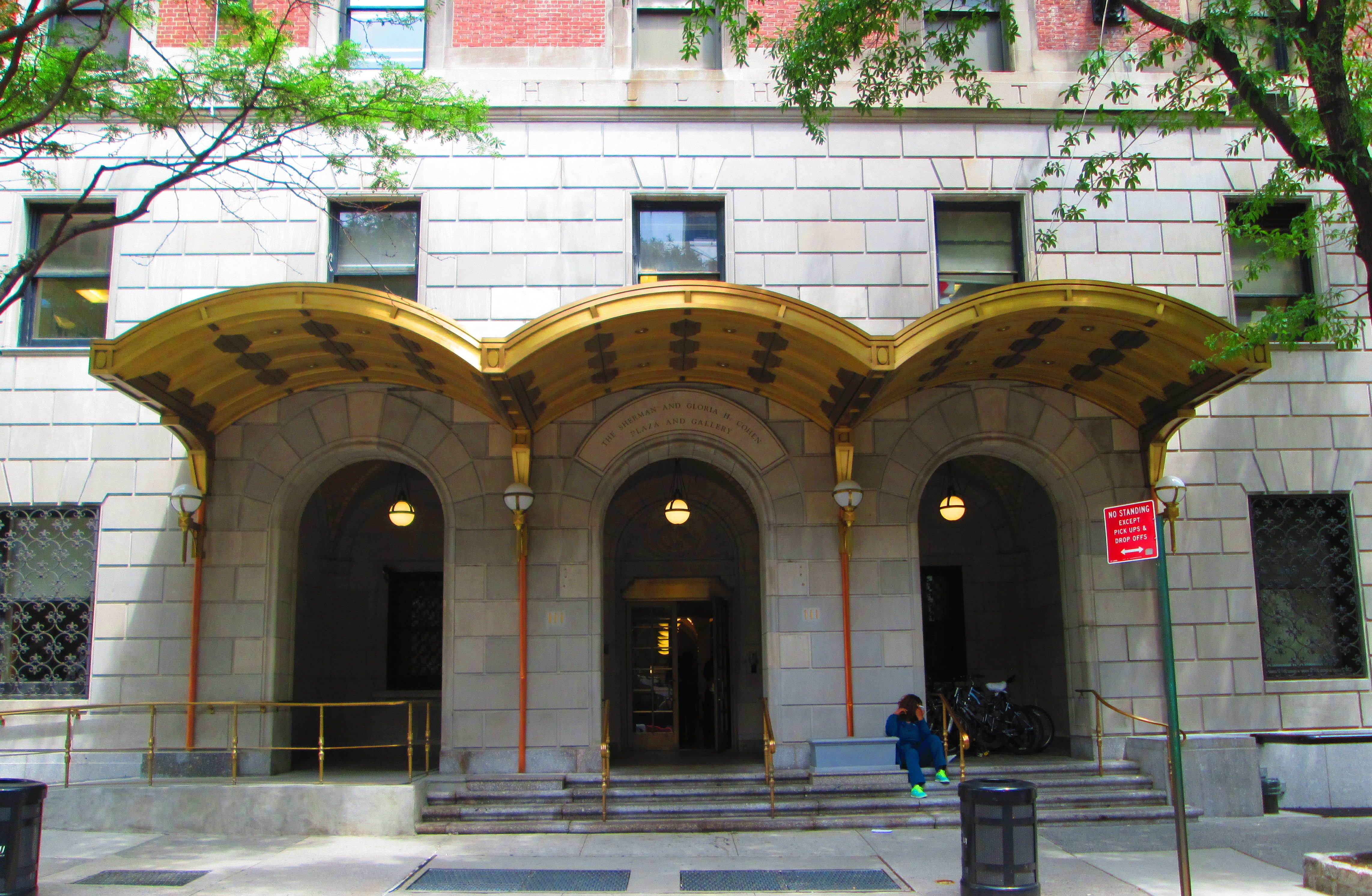
Lenox Hill Hospital, em Manhattan, Nova Iorque, onde Gaga nasceu.

Stefani Germanotta nasceu na cidade de Nova Iorque em 28 de março de 1986, filha mais velha de Joseph Germanotta, um empreendedor de internet, e Cynthia Germanotta (nascida Bissett). Descendente de italianos da Sicília e de franceses do Canadá, ela é a mais velha de duas crianças. A sua irmã, Natali Germanotta, é uma estudante de moda, que nasceu em 1992. Aos onze anos de idade, Germanotta frequentou o Convent of the Sacred Heart, uma escola católica romana privada no Upper West Side em Manhattan, mas afirmou não vir de uma família rica, dizendo que seus pais ambos vieram de famílias de classe baixa, então trabalharam por tudo: "minha mãe ficava doze horas por dia fora de casa, em telecomunicações, e o meu pai também." Ela aprendeu a tocar piano aos quatro anos de idade, e escreveu a sua primeira canção de balada no instrumento aos treze; por volta dos quatorze, começou a comparecer em casas noturnas de apresentações livres ao microfone. Uma ávida atriz em musicais de ensino médio, Germanotta interpretou papéis principais como Adelaide em Guys and Dolls e Philia em A Funny Thing Happened on the Way to the Forum. Gaga descreveu a sua vida acadêmica na escola como "muito dedicada, estudiosa e disciplinada", mas também "um pouco insegura", como disse em uma entrevista: "Eu costumava ouvir brincadeiras por ser tanto provocativa como excêntrica, então comecei a baixar o tom. Eu não me encaixava, e me sentia como uma estranha". Conhecidos discutem que ela não encaixava-se na escola: "Ela tinha um grupo central de amigos; era uma boa aluna. Ela gostava muito de garotos, mas cantar vinha em primeiro lugar", recordou um colega do ensino médio. Referindo-se ao seu "expressivo livre espírito", Gaga disse à revista Elle: "Eu sou canhota!". Ela também apareceu em um papel muito pequeno como uma colega de escola maliciosa na série de televisão dramática The Sopranos em um episódio emitido em 2001 intitulado "The Telltale Moozadell", e fez audições para programas de televisão nova-iorquinos, sem sucessos.
Após a escola secundária, a sua mãe encorajou-a a fazer uma candidatura para o Collaborative Arts Project 21 (CAP21), um conservatório de treino de teatro musical na Tisch School of the Arts da Universidade de Nova Iorque. Aos dezessete anos, em 23 de agosto de 2003, Germanotta ganhou uma admissão antecipada para a Tisch School of Arts e morou em um dormitório da universidade na Rua 11. Lá, ela estudou música e melhorou as suas habilidades de composição ao escrever dissertações e artigos analíticos, focando em assuntos como arte, religião, questões sociais e políticas, incluindo uma tese sobre os artistas de música pop Spencer Tunick e Damien Hirst. Gaga sentiu que era mais criativa do que alguns dos seus colegas: "Uma vez que você aprende a pensar sobre arte, você pode ensinar a si mesmo", disse. Pelo segundo semestre do seu segundo ano, saiu da escola para focar-se em sua carreira musical. Seu pai concordou em pagar o seu aluguer por um ano, sob a condição de que ela se rematriculasse para a Tisch caso fosse mal-sucedida. "Eu abandonei a minha família inteira, consegui o apartamento mais barato que podia encontrar, e me dei mal até que alguém me ouvisse", disse ela. Após isto, ela fez audições para mais papéis e foi apanhada no reality show da MTV Boiling Points.
Em uma entrevista de 2014, Gaga disse que foi estuprada aos 19 anos, para a qual ela mais tarde passou por terapia mental e física. Ela tem transtorno de estresse pós-traumático (TEPT) que ela atribui ao incidente, e credita o apoio de médicos, familiares e amigos por ajudá-la. Gaga mais tarde deu detalhes adicionais sobre o estupro, incluindo que "a pessoa que me estuprou me deixou grávida em uma esquina da casa dos meus pais porque eu estava vomitando e doente. Porque eu estava sendo abusada em um estúdio por meses".

### 2005–2007: Início da carreira musical

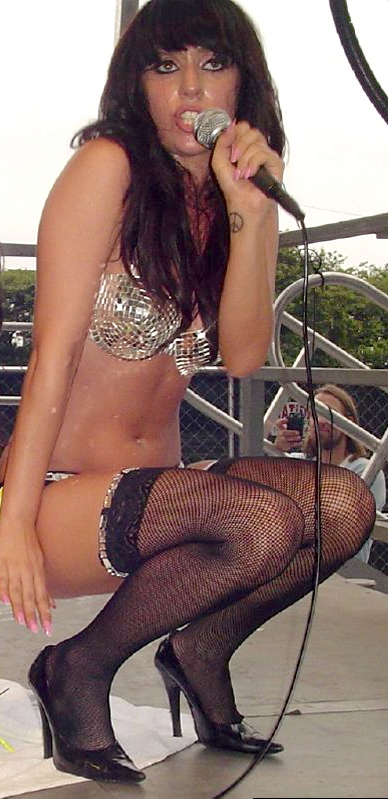
Gaga durante uma apresentação no festival Lollapalooza em 2007.

Germanotta inicialmente assinou um contrato com a gravadora Def Jam Recordings aos dezenove anos de idade, mas saiu dela depois de três meses. Brevemente, a sua companhia de administração apresentou-a ao compositor e produtor RedOne, que também era empregado dela. A primeira canção que ela produziu com RedOne foi "Boys Boys Boys", uma mistura inspirada pelas canções "Girls, Girls, Girls" de Mötley Crüe, e "T.N.T." de AC/DC. Ela mudou-se para um apartamento no sudoeste de Nova Iorque e gravou algumas canções com o cantor de hip-hop Grandmaster Melle Mel para um audiolivro acompanhante do livro infantil, The Portal in the Park, de Cricket Casey.
Ela também deu início a Stefani Germanotta Band, um grupo com alguns amigos da universidade. Eles gravaram um Extended play com as suas canções de balada em um estúdio situado abaixo de uma adega em Nova Jersey, tornando-se um ponto fixo ao centro social no sudoeste da cidade. Começou a experimentar drogas, logo depois, enquanto fazia apresentações neo-burlescas. O seu pai não entendia a razão do consumo de drogas e não conseguiu olhar para ela durante alguns meses. O produtor musical Rob Fusari, que ajudou-a a compor umas de suas primeiras canções, comparou as suas habilidades vocais às de Freddie Mercury. Fusari ajudou-a a criar o apelido Gaga, a partir da canção "Radio Ga Ga" da banda Queen. Germanotta estava no processo de criar um nome artístico, quando recebeu uma mensagem de texto de Fusari em que lia-se "Lady Gaga". Ele explicou:

Todo dia, quando Stef vinha ao estúdio, ao invés de dizer "olá", eu começava a cantar "Radio Ga Ga". Esta era a sua canção de entrada. Lady Gaga foi na verdade um pequeno erro; eu digitei "Radio Ga Ga" em um texto e ele fez uma autocorreção, então, de alguma maneira "Radio" mudou para "Lady". Ela me respondeu: "É isto". Depois daquele dia, era Lady Gaga. Ela disse: "Nunca mais me chame de Stefani".

Subsequentemente, ela ficou conhecida como Lady Gaga. O The New York Post, entretanto, noticiou que esta história é incorreta, e que o nome resultou-se de um encontro comercial. Ao longo de 2007, Gaga colaborou com a artista Lady Starlight, que ajudou-a a criar a sua moda de palco. O par começou a tocar em apresentações em pontos de encontro de dança, como o Mercury Lounge, The Bitter End e o Rockwood Music Hall, com um pouco de sua apresentação artística conhecida como "Lady Gaga and the Starlight Revue".
Publicada como "The Ultimate Pop Burlesque Rockshow", era uma pequena homenagem a vários artistas dos anos 70. Em agosto de 2007, Gaga e Starlight foram convidadas para tocarem no festival Lollapalooza nos Estados Unidos. A apresentação foi excepcionalmente aclamada e recebeu críticas positivas. Tendo inicialmente focado em avant-garde, música dance e eletrônica, Gaga encontrou a sua imagem musical quando começou a incorporar melodias de música pop, e o glam rock de David Bowie e Queen nela.
Fusari enviou a canção que ele produziu com Gaga ao seu amigo, o produtor e executivo musical Vincent Hebert. Hebert foi rápido ao assiná-la na sua gravadora, a Streamline Records, um selo da Interscope Records, por volta do seu estabelecimento em 2007. Ela creditou Herbert como o homem que descobriu-a, acrescentando: "Eu realmente acho que nós fizemos a história do pop, e continuaremos fazendo". Tendo já servido como aprendiz de compositora em um estágio na Famous Music Publishing, que depois foi adquirida pela Sony/ATV Music Publishing, Gaga subsequentemente conseguiu um contrato musical com a Sony/ATV. Como resultado, foi contratada para escrever canções à Britney Spears e os colegas de gravadora, nomeadamente: New Kids on the Block, Fergie, e The Pussycat Dolls. Enquanto Gaga compunha na Interscope, o cantor-compositor Akon reconheceu as suas habilidades vocais quando ela cantou um vocal de referência para uma de suas faixas em estúdio. Ele então, convenceu Jimmy Iovine, presidente e chefe executivo da Interscope-Geffen-A&M, a formar um acordo de união para tê-la também contratada na sua própria gravadora, a Kon Live Distribution e mais tarde chamou-a de sua "artista de franchise". Gaga continuou as suas colaborações com RedOne em estúdio por uma semana em seu álbum de estreia, procriando os singles "Just Dance" e "Poker Face". Ela também uniu-se ao catálogo de artistas da Cherrytree Records, um selo da Interscope estabelecido pelo produtor e compositor Martin Kierszenbaum, depois de co-escrever quatro canções com ele, incluindo o single "Eh, Eh (Nothing Else I Can Say)".

### 2008–2010:The FameeThe Fame Monster

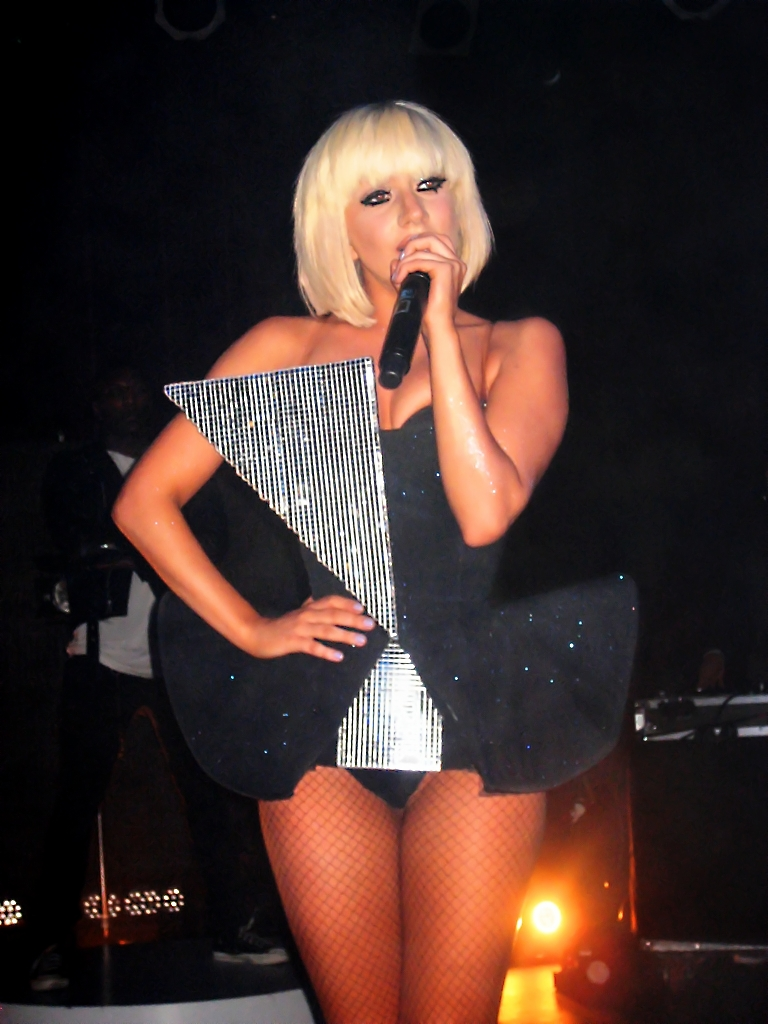
Gaga cantando "Paparazzi", canção de abertura da The Fame Ball Tour, em 2009.

Em 2008, Gaga mudou-se para Los Angeles, trabalhando perto de sua gravadora para finalizar o seu álbum de estreia, The Fame. Ela combinou diferentes gêneros no álbum, desde a bateria dos Def Leppard até bateria de heavy metal em faixas urbanas". The Fame recebeu análises positivas de críticos; de acordo com a agregação de crítica musical do Metacritic, ele armazenou uma pontuação média de 71 de 100. O álbum atingiu a primeira posição na Áustria, Reino Unido, Canadá e Irlanda. Mundialmente, The Fame vendeu por volta de doze milhões de cópias. A sua primeira canção lançada como single, "Just Dance", ficou no topo das paradas na Austrália, Canadá, Países Baixos, Irlanda, Reino Unido e Estados Unidos, recebendo mais tarde uma indicação aos Grammy Awards na categoria de Melhor Gravação Dance. O single seguinte, "Poker Face", foi um sucesso ainda maior, atingindo o número um na maioria de todos os mercados musicais no mundo, incluindo o Reino Unido e os Estados Unidos. Ele ganhou um prêmio para Melhor Gravação Dance nos 52° Grammy Awards, além de indicações para Canção do Ano e Gravação do Ano. The Fame foi indicado para Álbum do Ano, tendo ganho a categoria de Melhor Álbum Eletrônico/Dance. Embora a sua primeira turnê aconteceu como abertura para o grupo de colegas de música pop na Interscope, o reunido New Kids on the Block, ela teve a sua própria e definitiva, a The Fame Ball Tour, que se iniciou em março de 2009.
A capa da edição anual Hot 100 da Rolling Stone, em maio de 2009, exibia uma Gaga seminua vestindo somente bolhas de plástico colocadas estrategicamente. Nesta edição, ela disse que enquanto estava começando a sua carreira no cenário dançante de Nova Iorque, estava romanticamente envolvida com um baterista de heavy metal. Descreveu a relação dos dois e a separação, dizendo que: "Eu era a sua Sandy, ele o meu Danny [de Grease], e eu apenas terminei". Ele, mais tarde, tornou-se uma inspiração por trás de algumas canções em The Fame. Ela foi indicada para um total de nove prêmios no MTV Video Music Awards de 2009, ganhando a categoria Artista Revelação, enquanto o seu single "Paparazzi" ganhou dois prêmios para Melhor Direção de Arte e Melhores Efeitos Especiais, respectivamente. Em outubro, Gaga recebeu o prêmio Estrela Ascendente de 2009, da revista Billboard. Ela compareceu ao National Dinner da Human Rights Campaign no mesmo mês, antes de discursar na Marcha Nacional pela Igualdade em Washington, D.C.

Gaga na The Monster Ball Tour em 2010. Com uma arrecadação de 227 milhões de dólares, tornou-se uma das turnês de maior bilheteria da história.

Ela lançou The Fame Monster, um extended play de oito canções que retratavam o lado sombrio da fama, experimentado por ela no percurso de 2008-09, enquanto viajava pelo mundo e são expressas através de uma metáfora de monstros. A sua segunda turnê, a The Monster Ball Tour, foi anunciada em apoio a ele e começou em novembro de 2009. A canção "Bad Romance" foi lançada como o primeiro single do EP e atingiu o topo de paradas de dezoito países, e o número dois nos Estados Unidos, Austrália e Nova Zelândia. "Speechless" foi apresentada no evento Royal Variety Performance em 2009, onde Gaga conheceu e cantou para a Rainha Isabel II.
Gaga foi escolhida como uma das 10 Mais Fascinantes Pessoas de 2009 por Barbara Walters durante o seu especial anual da ABC News. Quando entrevistada pela jornalista, a cantora desmentiu a alegação de que ela é intersexual como uma lenda urbana, respondendo a pergunta nesta edição ao dizer: "De primeira, era muito estranho e todo mundo meio que disse 'Isto é quase uma história!', mas na verdade, eu me interpreto em um jeito muito andrógino, e eu amo androginia". Em janeiro de 2010, ela foi nomeada como a chefe criativa oficial de uma linha de produtos para a Polaroid Corporation, confirmando que criará produtos de moda, tecnologia e fotografia. O segundo single, "Telephone", com a cantora de R&B Beyoncé Knowles, tornou-se o seu quarto número um no Reino Unido. Em março, Rob Fusari processou a companhia de produção de Gaga, Mermaid Music LLC, reivindicando que ele foi autorizado a um direito de 20% de seus lucros. O advogado dela, Charles Ortner, descreveu a concordância com Fusari como "contrária à lei" e recusou-se fazer comentários. Em agosto, a Corte Suprema de Nova Iorque recusou a causa. Em abril, foi noticiado que os seus videoclipes obtiveram cerca de um bilhão de visualizações virais, tornando-se um dos poucos artistas a alcançar este marco. No fim do mês, Gaga foi nomeada uma das 100 mais influentes pessoas do ano pela revista Time. Em setembro, ela foi votada como a 44ª nas 50 Mais Influentes Figuras do Mundo de 2010, lista compilada pela revista New Statesman.

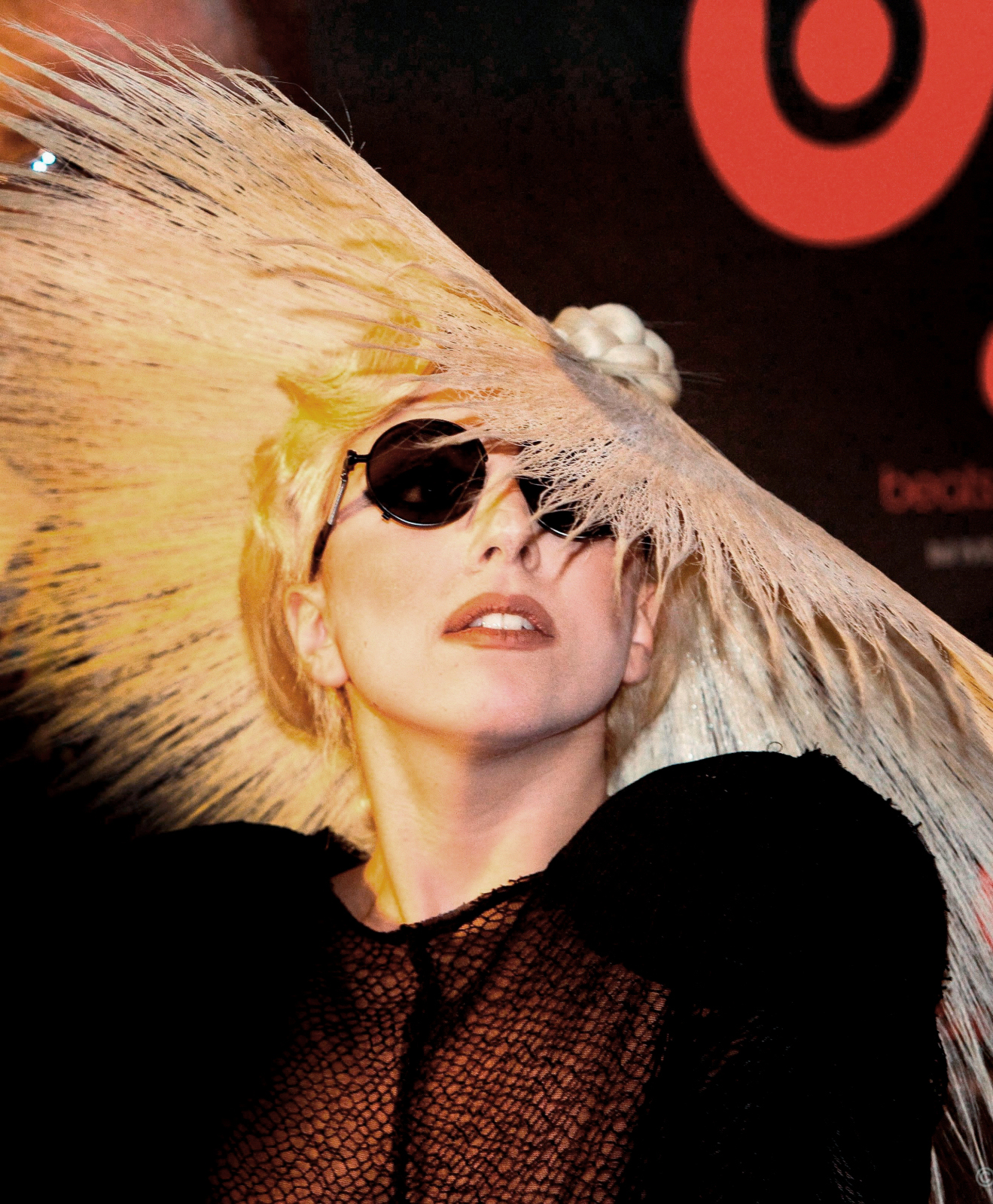
Gaga no International Consumer Electronics Show de 2010, em Las Vegas, Nevada.

Em maio de 2010, o museu de cera Madame Tussauds inaugurou oito modelos de cera da intérprete. Elas foram inauguradas simultaneamente em Londres, Amesterdão, Berlim, Nova Iorque, Hollywood, Las Vegas, Xangai e Hong Kong. O projecto foi definido por seus organizadores como o mais ambicioso da história do museu, que existe desde 1835. Cada réplica é vestida com um visual diferente da cantora. Em maio, em uma entrevista com o The Times, Gaga deu a entender que tem Lúpus eritematoso sistêmico, normalmente referida como simplesmente lúpus, que é uma doença de corte membranoso. Em uma entrevista com Larry King, Gaga confirmou que não tem lúpus, mas os resultados foram incertos. Em setembro de 2010, Gaga assinou um contrato com a Coty, Inc. para criar uma fragrância. Ele será chamado de Monster e o seu lançamento foi programado para 2012. Em outubro de 2010, vídeo musical de "Bad Romance" foi o mais visto da história do Youtube, com pouco mais de 180 milhões de acessos no momento da condecoração, além de ser o primeiro vídeo a superar a marca dos 200 milhões de visitas.  Em dezembro, The Fame Monster ganhou seis nomeações ao Grammy, entre eles incluíram um para Melhor Álbum Vocal Pop e Melhor Álbum do Ano. Gaga com Elton John, está planejando lançar um dueto chamado "Hello, Hello" para a trilha sonora do próximo filme de animação da Disney, Gnomeo & Juliet. Até dezembro, The Fame havia vendido 12 milhões de cópias, sendo que The Fame Monster havia vendido 6 milhões. Pelo sucesso de The Fame Monster, a intérprete venceu três Grammy Awards: "Melhor Performance Vocal Feminina Pop" e "Melhor Vídeo Musical de Curta Duração" por "Bad Romance", e "Melhor Álbum Pop" por The Fame Monster em 2011.
Ela foi considerada como uma das artistas mais influentes do mundo pela revista Time na sua lista anual de 100 celebridades. A cantora Cyndi Lauper escreveu uma nota sobre a artista.

Gaga apresenta as suas ideias de forma sofisticada. Ela tem uma incrível sensação pop. As pessoas esquecem-se do quão jovem ela é [... ela] tem apenas dois álbuns, mas inspira outros artistas a irem em frente com o seu próprio trabalho. Quando vejo alguém como Gaga, recordo-me da admiração (...) não é uma artista de música pop, é a interpretação de uma artista.— Cyndi Lauper a falar sobre o que acha de Lady Gaga na revista Time.

### 2011–2013:Born This WayeArtpop

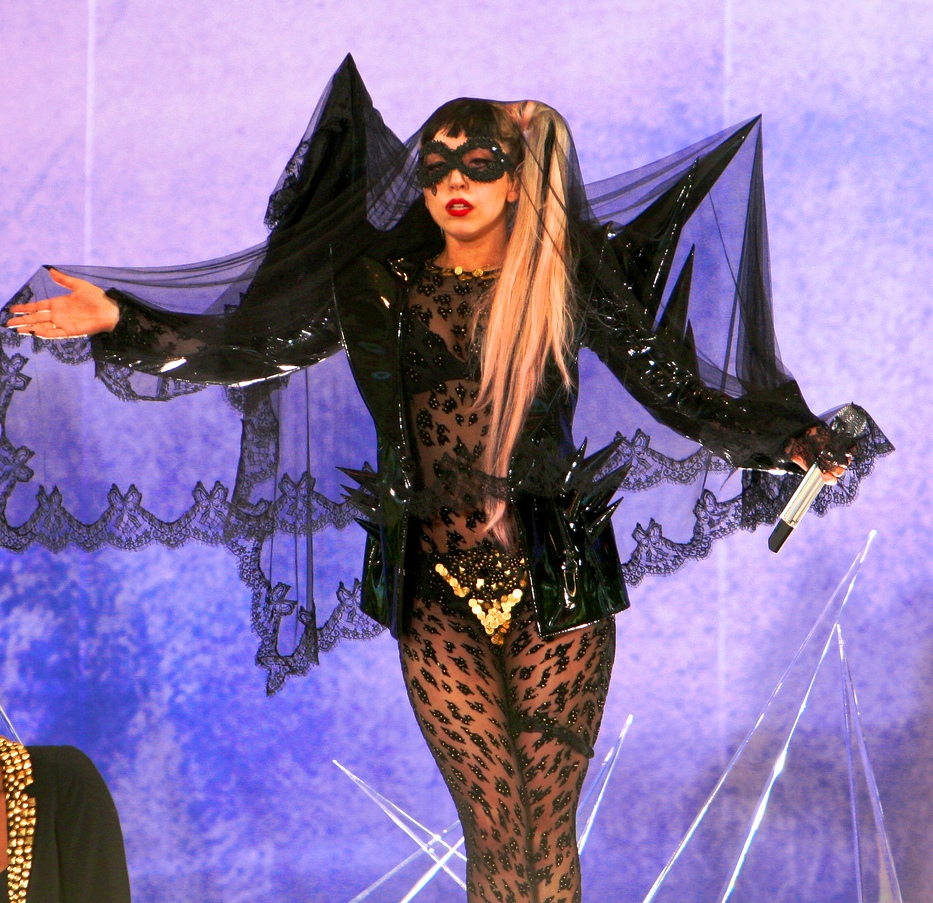
Gaga no Good Morning America em maio de 2011.

Gaga anunciou o título do seu segundo disco durante o seu discurso de agradecimento por ter vencido o prémio de "Vídeo do Ano" nos MTV Video Music Awards de 2010, revelando que ele se chamaria Born This Way, cantando o refrão da música tema do álbum. Born This Way foi lançado para o mundo a 23 de Maio do mesmo ano. Descrito como um casamento de música electrónica com metal, rock and roll, pop e melodias com estilos de hino com batidas de dança e referido como um "álbum que nos mantém acordado à noite e que nos faz ter medo", Gaga caracterizou-o como "algo muito mais profundo que uma peruca ou batom ou um vestido de carne de merda" e, após ouvi-lo, Akon comentou que ela estava a levar a música para "o próximo nível".

"Eu prometo nunca os decepcionar. E não digo à toa: o álbum foi concluído e é do caralho, muito bom. [...] Eu prometo dar a vocês o maior álbum desta década [...] O engraçado é que algumas pessoas têm reduzido a liberdade a uma marca. Elas pensam que agora é moda ser livre. Elas acham que é moda ser animado sobre a sua identidade. Quando na verdade, não há nada na moda sobre Born This Way. Essa conexão que todos nós tanto compartilhamos é algo mais profundo que batom, uma peruca, ou uma roupa, ou um vestido de carne de merda. [...] Born This Way é sobre o que nos mantém acordados à noite e o que nos faz ter medo."

— Gaga em uma conversa com os seus fãs sobre Born This Way.
Após o lançamento, o disco foi recebido com opiniões positivas pela crítica especialista em música contemporânea, que elogiou a sua vasta gama de estilos musicais diferentes e os seus vocais. Porém, o uso repetitivo da palavra "Jesus", além do emprego de sinos de igreja e vozes de monge em muitas das faixas resultaram em reacções negativas de algumas sociedades cristãs, incluindo as do Líbano, onde Born This Way foi temporariamente banido. Na sua primeira semana de comercialização nos Estados Unidos, Born This Way vendeu um número aproximado de 1 milhão e 108 mil exemplares, o que resultou na sua estreia na primeira posição da tabela musical Billboard 200, além de ter liderado as tabelas em mais de vinte países diferentes. O disco vendeu mais de 8 milhões de unidades no mundo e recebeu três nomeações aos Grammy Awards, incluindo a sua terceira na categoria "Álbum do Ano".

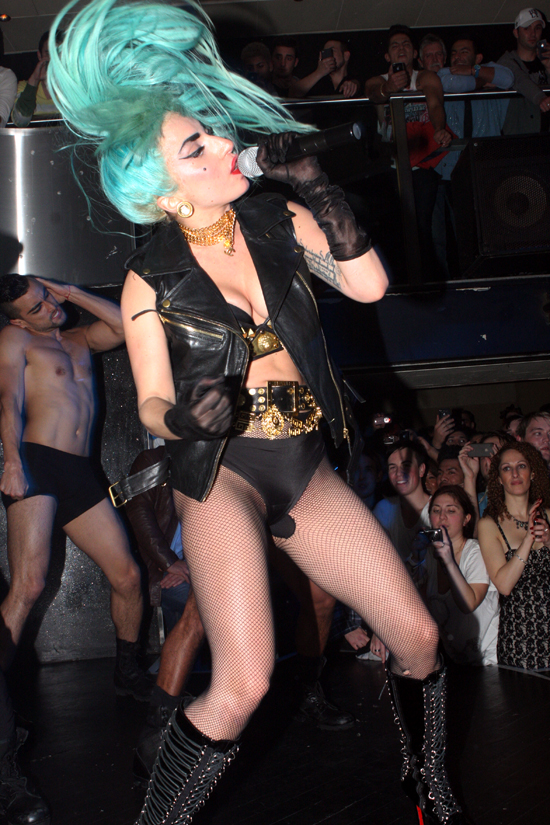
Gaga a interpretar "Born This Way" em Sydney, Austrália; julho de 2011.

Nos meses precedentes ao lançamento do disco, foram lançados os singles "Born This Way", "Judas" e "The Edge of Glory", bem como o single promocional "Hair". O primeiro single homônimo, primeiramente cantado ao vivo na cerimónia dos Grammy Awards em uma actuação que viu Gaga a ser emergida de um casulo em formato de ovo, lida com a aceitação própria independentemente da raça e orientação sexual. A música estreou no primeiro posto da Billboard Hot 100, tendo tornado-se na décima nona estreia nesse posto e no milésimo número um da história da tabela. Vendeu 3,7 milhões de cópias digitais nos EUA até Maio de 2012, tornando-se no seu oitavo single consecutivo a exceder vendas de 2 milhões e, com vendas mundiais de 8,2 milhões até Novembro de 2011, tornando-se num dos seus cinco singles mais vendidos no mundo. Os críticos notaram a presença de referências culturais e artísticas na composição da canção, e elogiaram o conceito do seu vídeo musical, em que Gaga dá parto a uma nova raça com recurso a imagens surrealistas. O vídeo de "Judas", em que Gaga interpreta Maria Madalena, e figuras bíblicas como Jesus Cristo e Judas Iscariotes também são apresentados, foi criticado pelas suas referências religiosas, mas recebeu aclamação pelo seu conteúdo total e elogios por outros que afirmaram que não havia nada ofensivo nele. "Judas" também alcançou o seu pico dentro das dez melhores colocações em vários mercados musicais, enquanto "The Edge of Glory", primeiramente um sucesso comercial em lojas digitais, foi mais tarde lançado como um single, tendo recebido apreciação musical e um vídeo musical notado por despir todas os seus empenhos "extravagantes" habituais. Ela lançou "Yoü and I" e "Marry the Night" como os singles seguintes de Born This Way. Apesar dos seus vídeos "loucos e ambiciosos" serem elogiados pela audácia, ambas as faixas falharam em alcançar o sucesso internacional que as outras canções conseguiram. Gaga, mais tarde, apareceu no segundo lugar da lista dos "Artistas Mais Tocados" de 2011 da Phonographic Performance Limited (PPL) no Reino Unido.

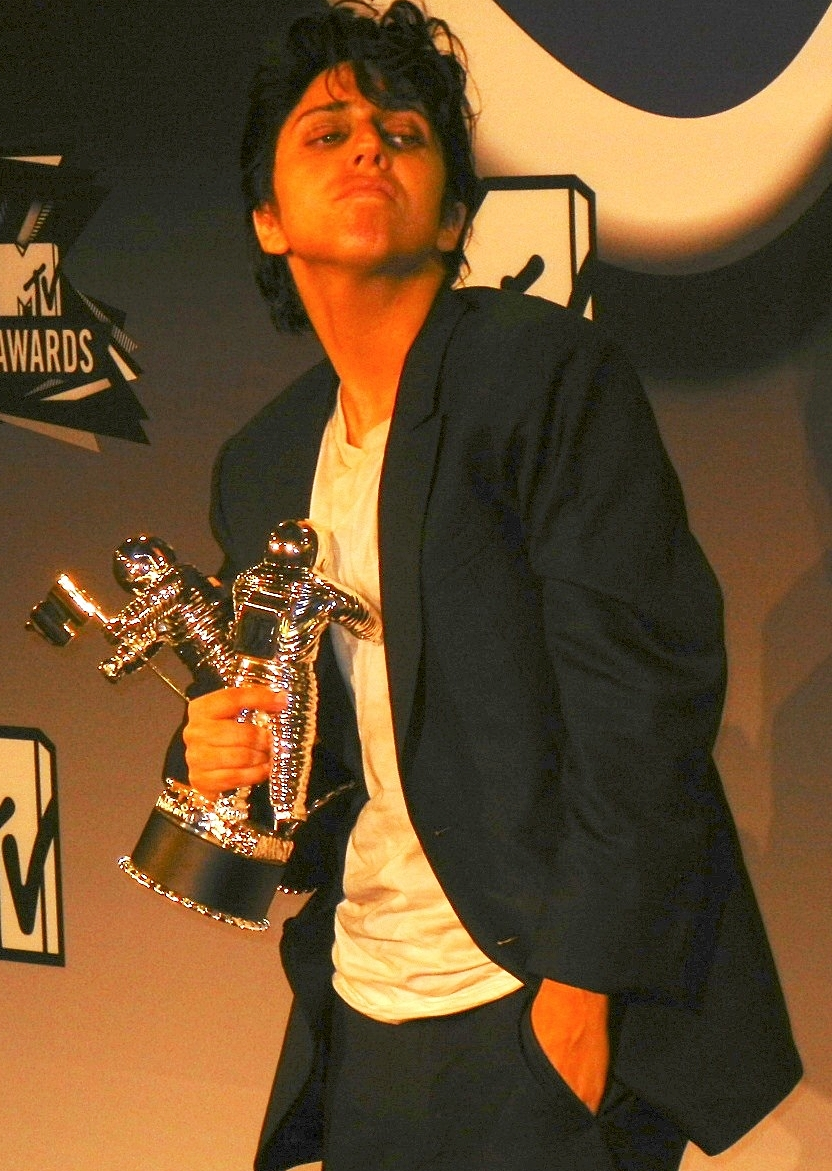
Lady Gaga como Jo Calderone na cerimónia dos MTV Video Music Awards de 2011.

Ao longo de 2011, Gaga continuou os seus empreendimentos musicais ao juntar-se a artistas musicais veteranos como Tony Bennett para gravar uma versão jazz da canção "The Lady Is a Tramp". Ela também gravou um dueto com Cher em uma faixa "massiva" e "bonita", que Gaga "escreveu há muito tempo, e eu nunca a pus em nenhum dos meus álbuns por nenhuma razão específica." Gaga também emprestou os seus vocais para um dueto original com Elton John para a banda sonora do filme de animação Gnomeo & Juliet. A canção, "Hello, Hello", foi lançada sem os vocais da artista, mas a versão do dueto é reproduzida no filme. Ela também continuou as suas apresentações ao vivo em 2011, organizando um concerto único no Sydney Town Hall para promover Born This Way, e actuando na celebração do sexagésimo quinto aniversário do ex-Presidente dos Estados Unidos, Bill Clinton, vestindo uma peruca loira como uma referência à interpretação de Marilyn Monroe para John F. Kennedy e mudando as letras de "Yoü and I" especialmente para a actuação. Aparições na televisão incluem um especial realizado pela HBO, intitulado Lady Gaga Presents the Monster Ball Tour: At Madison Square Garden, mostrando as performances e os bastidores de um de seus shows no Madison Square Garden de Nova York, realizado na The Monster Ball Tour. Gaga lançou seu próprio especial do Dia de Ação de Graças, A Very Gaga Thanksgiving, que contava tudo sobre sua vida pessoal e suas influências musicais, e junto com o especial ela lançou o extended play (EP) A Very Gaga Holiday, contendo as canções "White Christmas", "Orange Colored Sky", "Yoü and I" e "The Edge of Glory". Como forma de divulgação do EP, a artista apresentou "White Christmas" no Z100 Jingle Ball. A Very Gaga Thanksgiving foi louvado pela crítica e atraiu uma média de 5 milhões e 749 mil telespectadores norte-americanos, A sua segunda actuação no Saturday Night Live viu-a cantar uma selecção de faixas de Born This Way, além de aparecer em skecthes com Justin Timberlake e Andy Samberg.

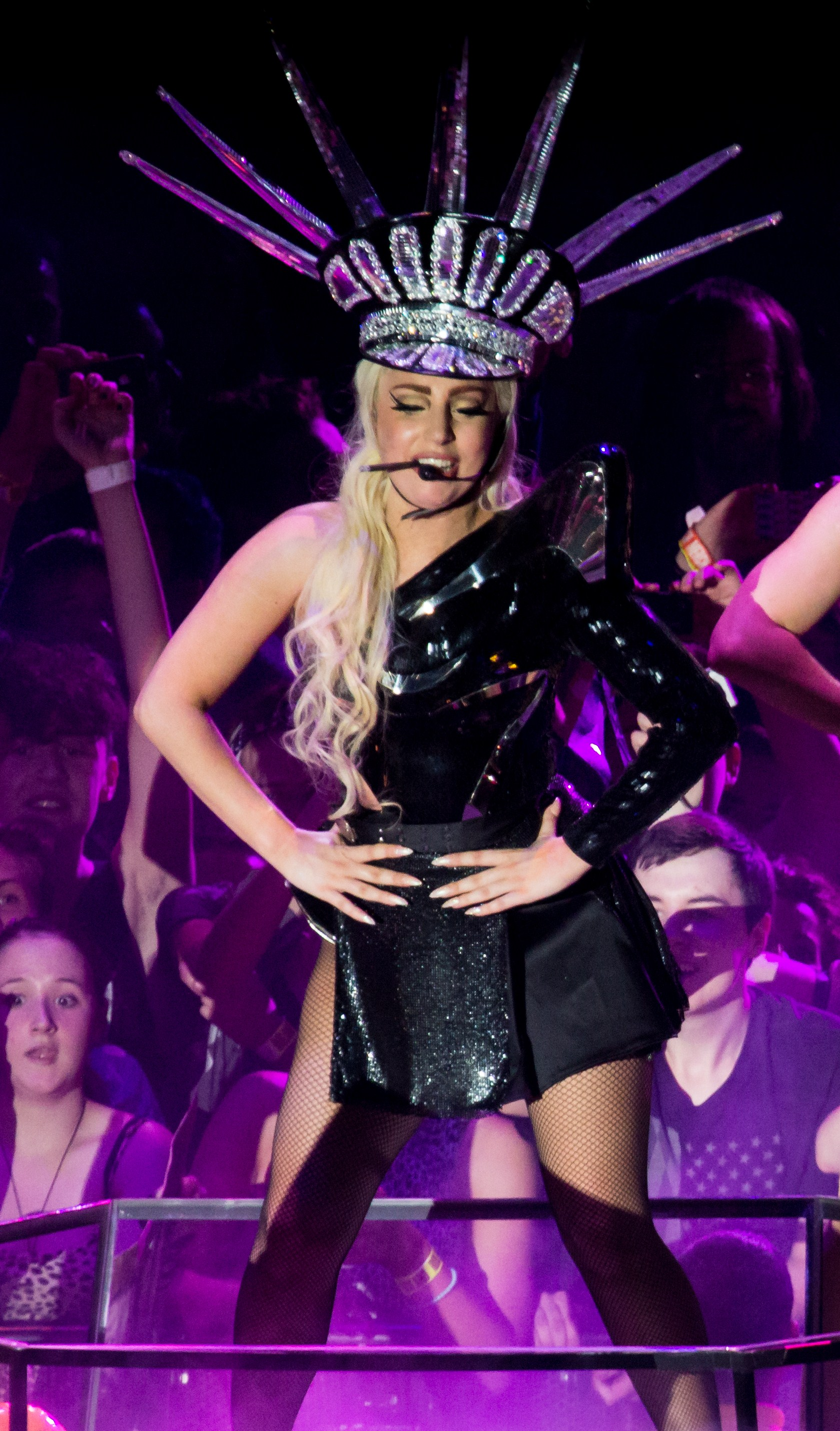
Gaga a cantar "LoveGame" na turnê The Born This Way Ball em Manchester, Reino Unido, 2012.

No início de 2012, Gaga lançou uma rede social titulada de Little Monsters (em português: "pequenos monstros"), o website estava exclusivo apenas para convidados desde seu lançamento e, apenas veio ser aberto em 10 de julho de 2012. Backplane, companhia por trás do empreendimento, diz que o Little Monsters "preenche uma lacuna no espectro social ao fortalecer o compartilhamento e o diálogo, que são naturais, mas não automáticos". A digressão promocional para Born This Way, intitulada The Born This Way Ball, teve o seu início no fim de abril de 2012 no Estádio Olímpico de Seul na Coreia do Sul. Apesar da digressão — que consiste em 110 concertos ao redor do mundo — ter sido recebida positivamente a nível crítico e comercial, vários comentadores políticos conservadores condenaram a The Born This Way Ball após a sua concepção. Esta controvérsia inicial, particularmente notável em várias locações onde a digressão se apresentou na Ásia, viu protestos de vários grupos religiosos, que olharam para a digressão como satánica e contra valores religiosos, resultando em protestos sobretudo da Front Pembela Islam, causando o cancelamento de um concerto na cidade indonésia de Jakarta, onde Gaga foi negada uma licença para atuar. Ela e os seus promotores estavam inicialmente optimistas de que a atuação fosse continuar mas, devido à ameaças de violência vindas de muçulmanos de linha dura, Gaga decidiu cancelar o concerto, apesar de 52 mil bilhetes terem sido esgotados em poucos dias. Em Maio de 2012, a artista fez uma participação no episódio final da vigésima terceira temporada de The Simpsons, intitulado "Lisa Goes Gaga".
Em uma entrevista em setembro de 2011 com Ryan Seacrest, Lady Gaga confirmou que estava a trabalhar no seu terceiro álbum de estúdio. Músicas novas para o álbum estavam a "começar a desenvolver-se" quando ela trabalhou com Fernando Garibay no início de 2012. O gerente de Gaga, Vincent Herbert, disse que ela iniciou o trabalho para o próximo disco enquanto apresentava-se na The Born This Way Ball, afirmando que o material é "louco, gravações excelentes". A própria Gaga explicou que tinha o objectivo de fazer com que os ouvintes do álbum passassem um "bom tempo" com Artpop, feito para espelhar "uma noite no clube".
O disco Artpop foi lançado em 11 de novembro de 2013 através de lojas físicas e downloads digitais, bem como através de um aplicativo desenvolvido pela Haus of Gaga. Apesar de críticas mistas, estreou no topo da tabela de álbuns dos Estados Unidos, e vendeu 2.5 milhões de cópias até Julho de 2014. O álbum rendeu singles como "Applause" e "Do What U Want" com o cantor de R&B R. Kelly. Um terceiro lançamento, "G.U.Y.", tornou-se o single de Gaga com o desempenho mais fraco até a data.

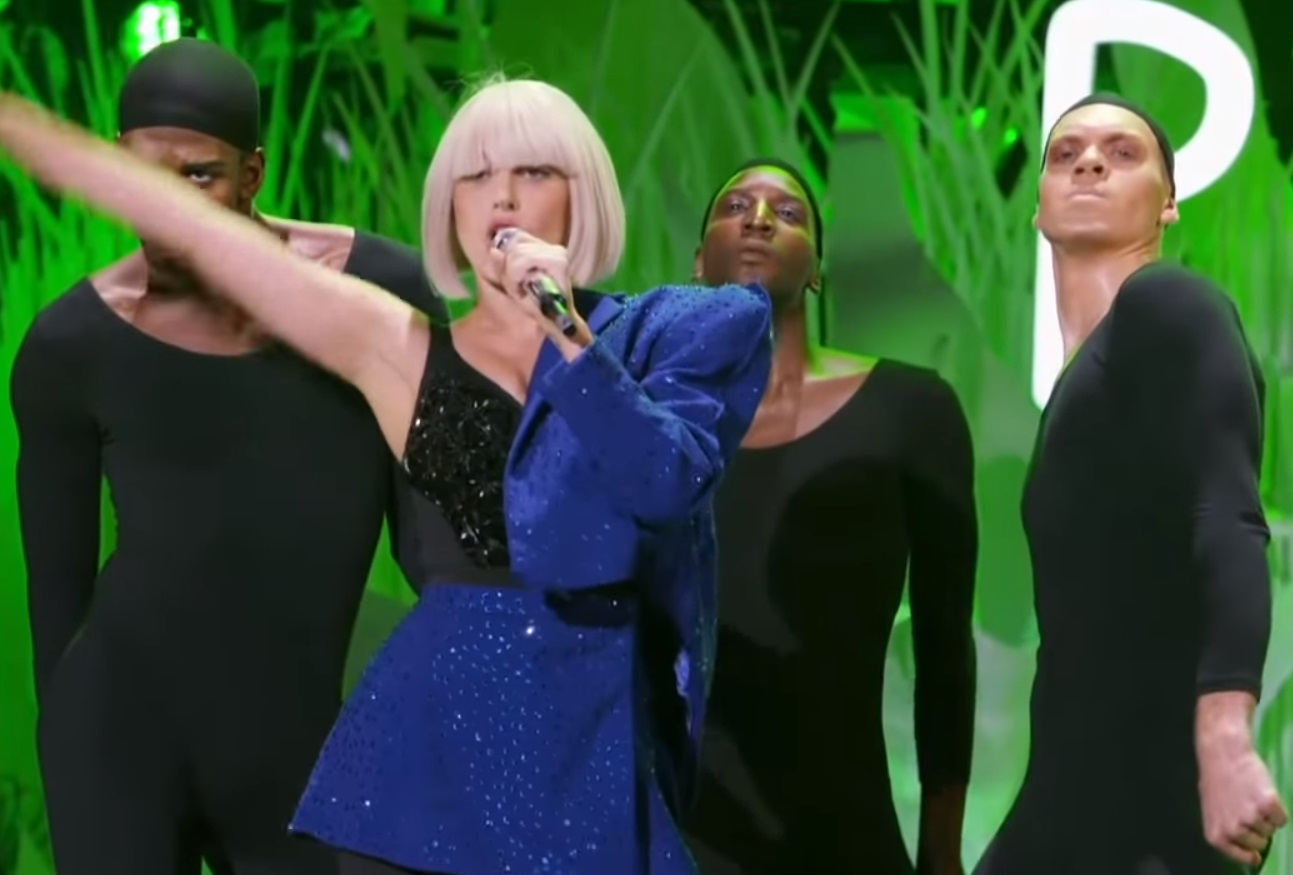
Gaga se apresentando no MTV Video Music Awards de 2013, cantando "Applause", primeiro single do ARTPOP.

Gaga embarcou na ArtRave: The Artpop Ball, tomando como base os conceitos de seu evento promocional, também intitulado ArtRave. Rendendo 83 milhões de dólares, o itinerário incluiu novas cidades e várias localidades inicialmente incluídas na parte cancelada da Born This Way Ball. Gaga se separou de seu gerente de longa data, Troy Carter, pouco depois, citando "diferenças criativas", e em Junho de 2014 ela e seu novo empresário Bobby Campbell juntaram-se à Artist Nation, divisão de gerenciamento de artistas da Live Nation Entertainment. Ela liderou a lista de celebridades mais rentáveis com menos de 30 anos da Forbes e ficou em segundo na Celebrity 100 List e na pesquisa de pessoas mais influenciadoras dos últimos dez anos da Time.
A artista teve a sua estreia no cinema no filme Machete Kills (2013), de Robert Rodriguez. No filme, ela interpreta a personagem La Chameleón. O papel rendeu-lhe uma indicação ao Framboesa de Ouro por pior atriz secundária. A cantora também foi a anfitriã do episódio de 16 de novembro de 2013 do Saturday Night Live, onde ela cantou "Do What U Want" (com Kelly) e a canção "Gypsy". Mais tarde, naquele mês, ela realizou seu segundo especial de televisão do dia de ação de graças no canal ABC, Lady Gaga and the Muppets' Holiday Spectacular.

### 2014–2016:Cheek to Cheek,American Horror StoryeJoanne

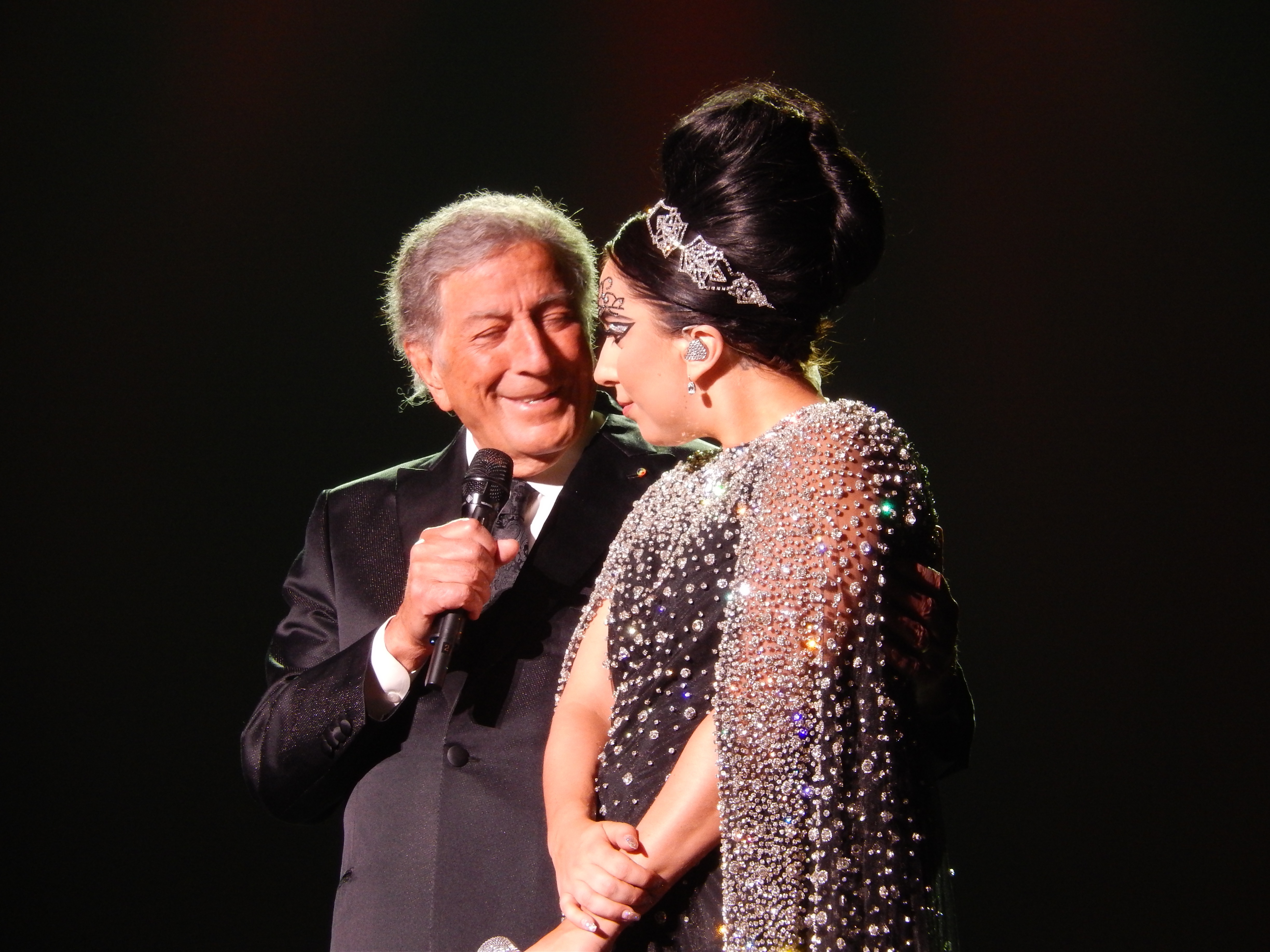
Gaga e Tony Bennett durante um show da turnê do álbum Cheek to Cheek em 2015.

Em janeiro de 2013, antes do lançamento de seu terceiro álbum de estúdio Artpop, Lady Gaga anunciou em seu Twitter que iria gravar um disco de jazz em parceria com Tony Bennett, e que o nome do álbum seria Cheek to Cheek. Em março de 2014, Gaga também fez uma residência de sete dias que comemorou o fechamento do Roseland Ballroom, em Nova York. Gaga fez uma participação em outro filme de Robert Rodriguez, Sin City: A Dame to Kill For, lançado em 22 de agosto de 2014. Ela foi confirmada como a garota-propaganda da coleção primavera-verão de 2014 da Versace com uma campanha chamada "Lady Gaga For Versace". Ainda em agosto de 2014, a cantora colocou o álbum Cheek to Cheek para pré-venda no iTunes, e divulgou o primeiro single do álbum "Anything Goes" em seu canal do YouTube. O disco foi oficialmente lançado no dia 23 de setembro. Ele estreou no primeiro lugar nos Estados Unidos, com 131 mil cópias vendidas só na primeira semana do lançamento do álbum. Este, é a segunda estreia de Gaga em primeiro lugar em menos de um ano, já que estreou seu terceiro álbum Artpop em primeiro lugar no ano de 2013. O álbum ganhou um Grammy por Best Pop Tradicional Vocal Album. A dupla gravou um especial, chamado Tony Bennett e Lady Gaga: Cheek to Cheek Live, e embarcou na Cheek to Cheek Tour, que começou em dezembro de 2014 e concluiu-se em Agosto de 2015. Ela também lançou seu segundo perfume, em associação com a Coty Inc., chamado Eau de Gaga.
A artista fez um tributo a The Sound of Music (1965) no Oscar 2015, onde cantou sucessos do filme. Em fevereiro de 2015, Gaga por meio do seu Twitter divulgou que estaria no elenco da nova temporada de American Horror Story, Hotel. Mais tarde divulgou o primeiro teaser em seu Instagram. Ela interpretou Elizabeth, a proprietária do hotel em que a história se passava. Apesar de seu desempenho receber críticas mistas, ela ganhou um Globo de Ouro por melhor atriz em minissérie ou filme para televisão. Além disso, foi indicada ao Satellite Awards na categoria de melhor atriz em série dramática. A cantora também recebeu uma indicação ao Oscar de melhor canção original pela música "Til It Happens to You", composta em parceria com a compositora Diane Warren para o documentário The Hunting Ground.

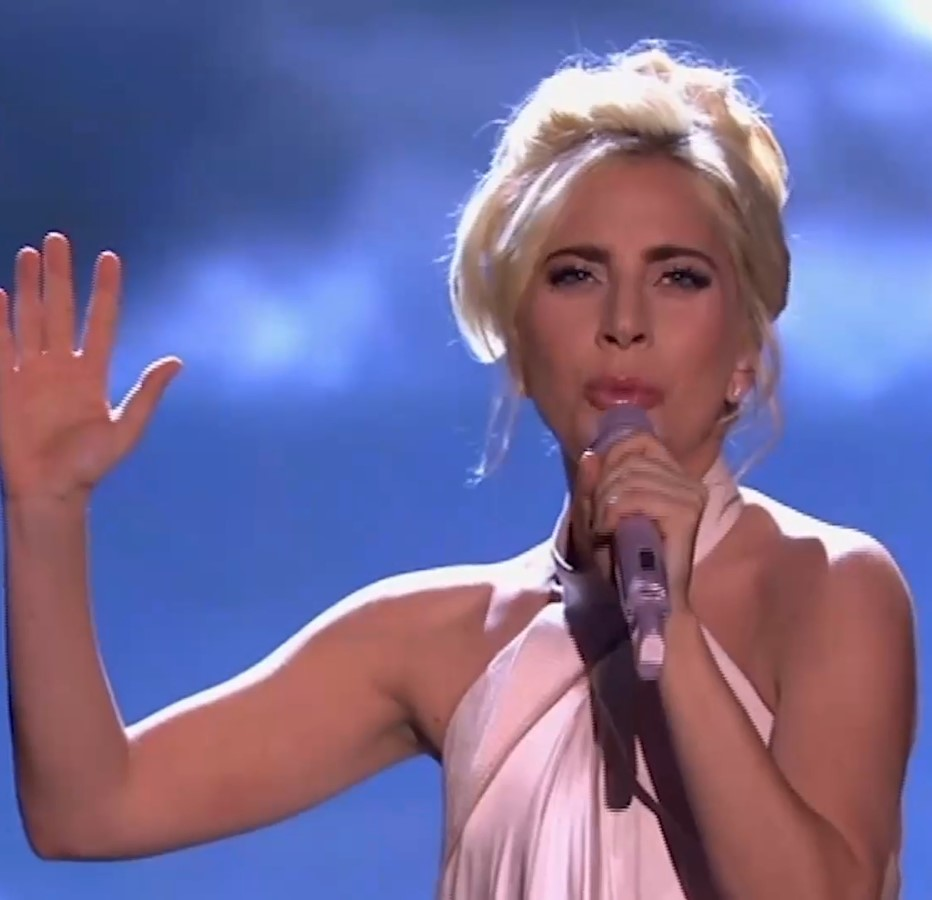
Gaga performando "Million Reasons" no Variety Royal Perfomance em 2016.

Em fevereiro de 2016, a cantora se apresentou no Super Bowl 50 cantando o hino nacional norte-americano, e na premiação do Grammy, onde fez uma homenagem a David Bowie. Ela também se apresentou na entrega do Oscar cantando a música "Til It Happens to You", tornando-se assim a primeira artista a se apresentar no Super Bowl, no Grammy e no Oscar no mesmo ano. Em julho de 2016, a canção "Til It Happens to You" foi indicada ao Emmy na categoria Melhor Letra e Canção Original, se tornando a primeira canção da história a concorrer ao Grammy, Emmy e ao Oscar, porém, Lady Gaga não aparece na nomeação pois o Emmy só aceita compositores que contribuem com mais de 20% da canção. Em American Horror Story: Roanoke, a sexta temporada da série, transmitida entre setembro e novembro de 2016, Gaga interpreta uma atriz que aparece no documentário My Roanoke Nightmare como Scàthach. Scàthach é a bruxa suprema original que viveu entre os colonizadores de Roanoke. Seu quinto álbum, Joanne, foi lançado em 21 de outubro de 2016. Seu primeiro single, "Perfect Illusion", foi lançado em Setembro. Para promover o disco, Gaga embarcou em uma turnê de três datas chamada Dive Bar Tour.

### 2017–2019: Super Bowl LI,A Star Is Borne residência em Las Vegas
Em 29 de setembro de 2016, a NFL anunciou que Gaga se apresentaria no show de intervalo do Super Bowl LI em 5 de fevereiro de 2017. A artista, posteriormente a sua apresentação no Coachella, lançou a canção "The Cure" em 16 de abril de 2017. O single conseguiu a 39ª posição da Billboard Hot 100, além da 19ª no UK Singles Chart. A cantora também participou do álbum Songs of Experience, lançada em Dezembro de 2017, na canção "Summer of Love", da banda de rock irlandesa U2. Em agosto de 2017, Gaga confirmou que começou a trabalhar em seu sexto álbum de estúdio. Ela entrou em gravações de estúdios com produtores como Boys Noize, DJ White Shadow e BloodPop.  A criação de Joanne por Gaga e a preparação para sua apresentação no show do intervalo foram apresentadas no documentário Gaga: Five Foot Two, que estreou na Netflix em setembro de 2017. Ao longo do documentário, ela foi vista sofrendo de dor crônica, que mais tarde foi revelada como o efeito de uma condição de longo prazo chamada fibromialgia.

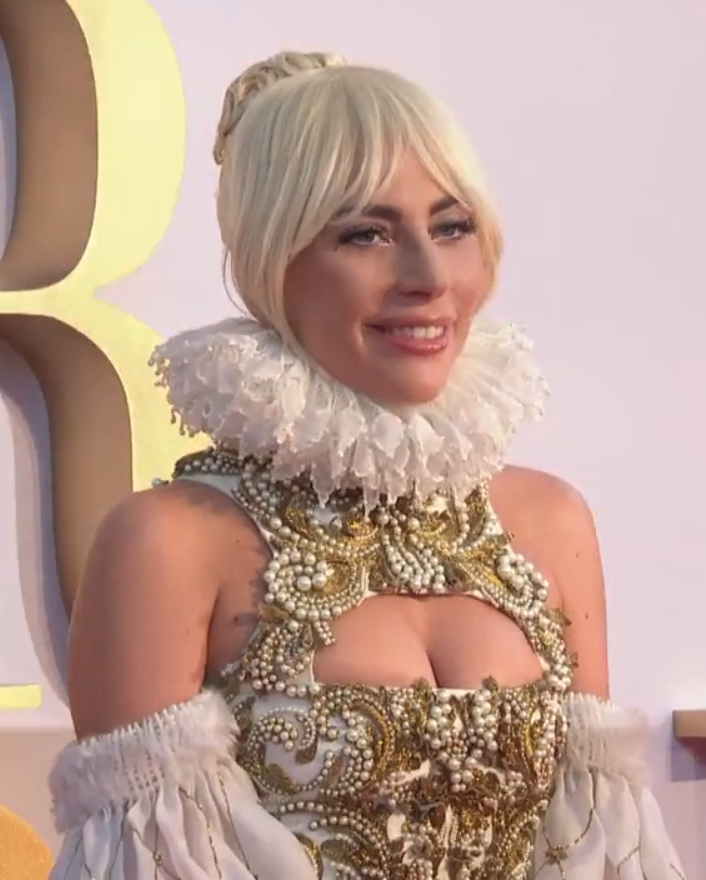
Lady Gaga no lançamento de A Star Is Born, em Londres, 2018.

Em março de 2018, Gaga apoiou o comício de controle de armas March for Our Lives em Washington, D.C. e lançou um cover de "Your Song" de Elton John para o álbum de tributo Revamp & Restoration. Em outubro de 2018, Gaga anunciou seu noivado com o agente de talentos Christian Carino, que ela conheceu no início de 2017. Eles decidiram encerrar o noivado em fevereiro de 2019.
Gaga estrelou A Star Is Born, de Bradley Cooper, uma refilmagem do filme de mesmo nome 1937, que foi lançado em outubro de 2018. Seu personagem é uma mulher chamada Ally cujo romance com o cantor Jackson Maine (interpretado por Cooper) torna-se tensa depois que sua carreira começa a ofuscar a dele. Por seu trabalho neste filme, para o qual contribuiu também com a trilha sonora, Gaga foi aclamada pelos críticos, nomeada ao Óscar de melhor atriz e vencedora da categoria de melhor canção original, à qual levou a estatueta pela música "Shallow". Com este feito, se tornou a primeira artista musical a vencer cinco premiações na mesma temporada: Óscar, Grammy, Globo de Ouro, Bafta e Critics' Choice.

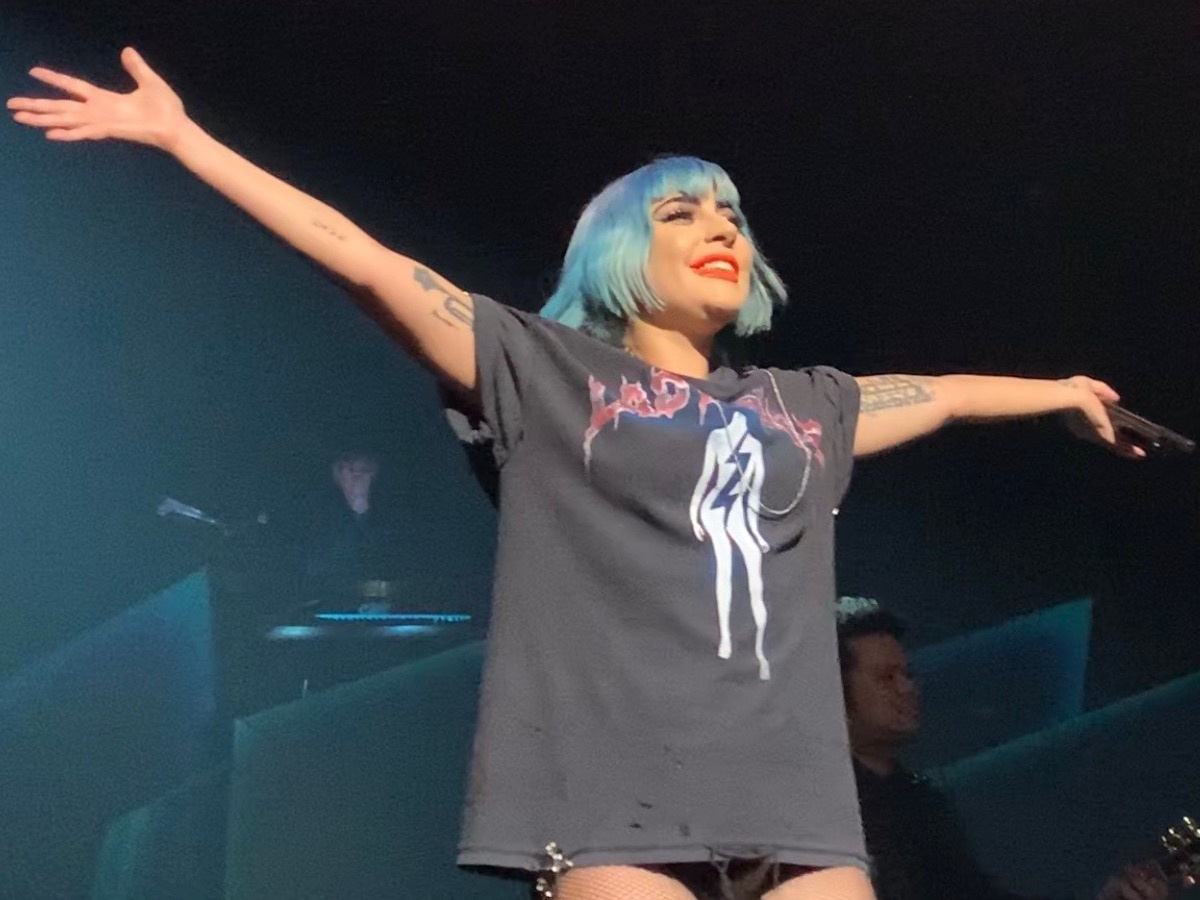
Gaga apresentando-se em seu concerto de residência, Lady Gaga Enigma, em dezembro de 2019.

Lady Gaga sempre demonstrou interesse e o desejo de realizar uma residência em Las Vegas, e em março de 2018 assinou um contrato para fazer um concerto de residência de dois anos no MGM Park Theater. A residência foi composta de 2 versões do mesmo show; a primeira, Enigma consiste na apresentação dos seus maiores sucessos da música pop, já a segunda, Jazz & Piano, são apresentadas em versões cruas de suas músicas, além de algumas canções presentes no Great American Songbook. Os shows da residência Lady Gaga Enigma tiveram inicio em dezembro de 2018 e finalizados em 2020. Em setembro de 2019, Gaga lançou sua primeira linha de maquiagem vegana, Haus Laboratories, exclusivamente na Amazon. Composto por 40 produtos, incluindo delineadores líquidos, gloss labial e adesivo de máscara facial, alcançou o número um na lista de batons mais vendidos da Amazon.

### 2020–2023:Chromatica,Together at Home,Love for SaleeHouse of Gucci
Em fevereiro de 2020, Gaga iniciou um relacionamento com o empresário Michael Polanksy. Em 2 de março de 2020, Gaga anunciou o título de seu sexto álbum, Chromatica, que seria lançado em 10 de abril de 2020. Porém, em 24 de março, Gaga anunciou em um comunicado no Instagram e em outras plataformas que o lançamento seria adiado para o final daquele ano devido à pandemia de COVID-19. O primeiro single do álbum, "Stupid Love", foi lançado em 28 de fevereiro de 2020 e recebeu resposta positiva dos críticos de música, que a compararam favoravelmente aos trabalhos anteriores da cantora. O single chegou na posição número cinco nos EUA e no Reino Unido, nos charts. Em 06 de maio de 2020, Gaga publicou em suas redes sociais a nova e definitiva data de lançamento do álbum, que seria 29 de maio de 2020. Em 22 de maio de 2020, Gaga lançou o segundo single do álbum, "Rain on Me", que conta com a colaboração de Ariana Grande. A música recebeu elogios pelas habilidades vocais de Gaga e Grande, e por sua natureza edificante. A canção "911" foi lançada em 18 de setembro de 2020 como terceiro single do seu sexto álbum.
Devido a pandemia de coronavírus no início de 2020, Gaga se mobilizou junto com a Global Citizen para desenvolver um evento solidário a fim de apoiar a Organização Mundial da Saúde, além de usar o evento para reforçar a conscientização do distanciamento físico social e agradecer aos profissionais de saúde de todos os países que lutavam contra a doença. O evento recebeu o nome Together at Home, e foi realizado através de performances ao vivo de vários artistas no YouTube. O evento também foi televisionado com o título "One World: Together at Home". Durante a coletiva de imprensa, Lady Gaga informou que a indústria do entretenimento levantou cerca de 35 milhões de dólares para o fundo de solidariedade da OMS. O sucesso de "Rain on Me" fez com que a música alcançasse o topo da Billboard Hot 100 dos EUA. A canção se tornou o quinto single de Gaga e o quarto single de Grande no país a chegar no número 1. Marcou a primeira colaboração feminina a estrear no topo das paradas e no Spotify a canção foi a sétima música mais transmitida do verão de 2020. A música foi aclamada pela crítica e indicada a sete MTV Video Music Awards, incluindo o Vídeo do Ano no qual não ganhou, mas ganhou três prêmios, incluindo Canção do Ano. Gaga também ganhou mais dois prêmios no VMAs 2020, o de Artista do Ano e o Prêmio MTV Trícone.

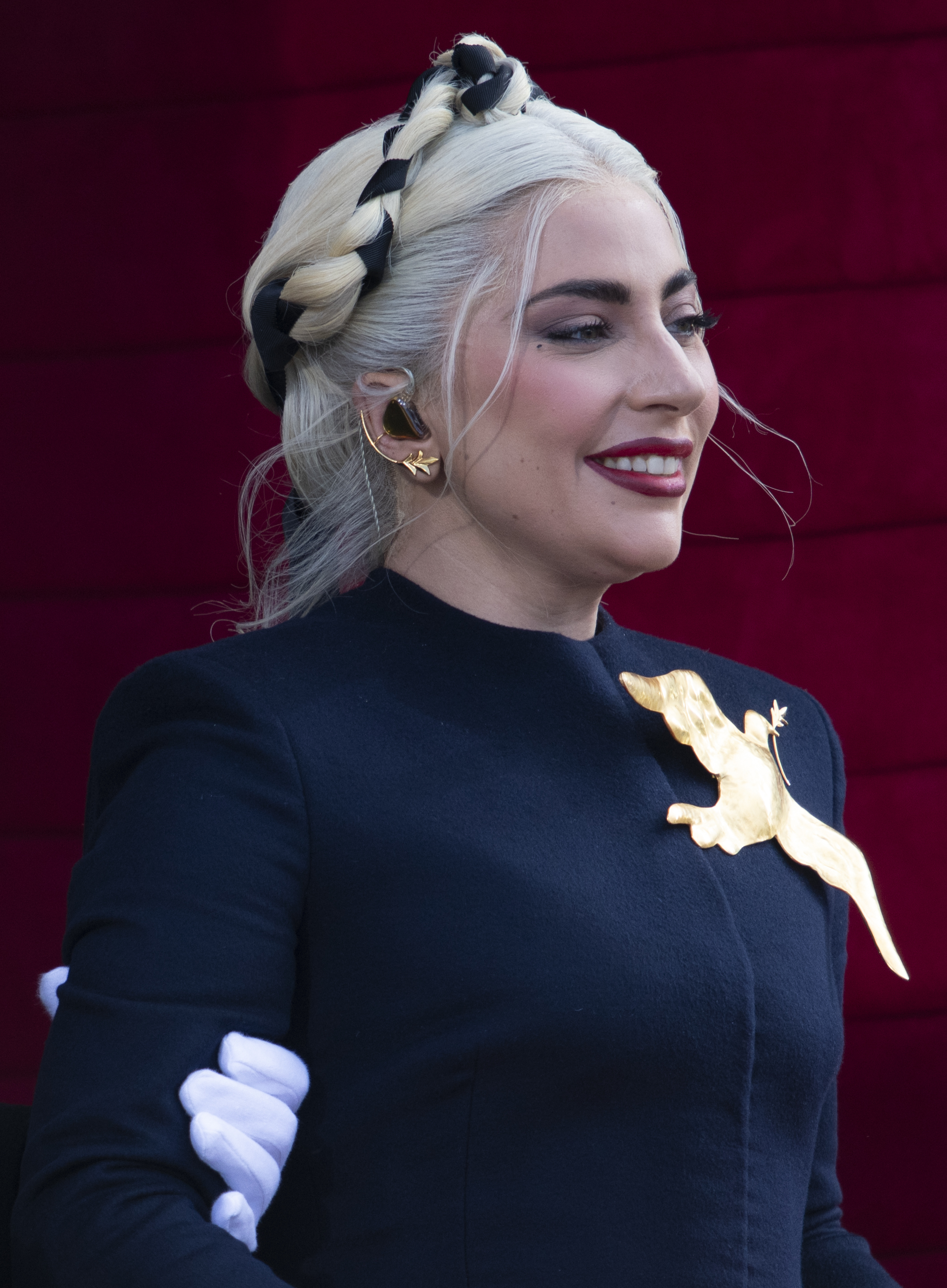
Lady Gaga na posse de Joe Biden 46.º Presidente dos Estados Unidos em 20 de janeiro de 2021 no Capitólio dos Estados Unidos, Washington, D.C.

Durante o mês de novembro, Gaga, através de suas rede sociais, mobilizou seus seguidores a irem votar na eleição presidencial americana de 2020, uma vez que o voto nos EUA não é obrigatório. Ela ressaltou a importância do voto consciente numa democracia e usou alguns de seus figurinos mais marcantes de sua carreira num vídeo de pouca duração. Gaga demonstrou apoio ao candidato Joe Biden, e foi convidada pelo mesmo a participar de seu último comício na cidade de Pittsburgh, Pensilvânia, onde ela cantou as versões em piano de "Shallow" e "You and I". Em dezembro, Lady Gaga anunciou uma parceria com a empresa de biscoitos Oreo para lançar uma edição limitada do biscoito inspirado no seu sexto disco Chromatica. Em 20 de janeiro de 2021, Gaga foi convidada para cantar o hino nacional americano na posse presidencial de Joe Biden, em frente ao Capitólio dos Estados Unidos.
Em fevereiro de 2021, seu passeador de cães, Ryan Fischer, foi hospitalizado após ser baleado em Hollywood. Dois dos bulldogs da cantora, Koji e Gustav, foram roubados e a terceira cadela, Miss Asia, escapou e foi recuperada eventualmente pela polícia. Gaga mais tarde ofereceu um valor de 500 mil dólares para recuperar seus pets. Dois dias depois, em 26 de fevereiro, uma mulher encontrou os dois cães e levou-os até a polícia. A polícia relatou que a mulher não parecia estar envolvida com o roubo. Em 29 de abril, a polícia de Los Angeles disse que cinco pessoas estavam envolvidas no roubo, incluindo a mulher que havia encontrado os cachorros.
Em maio de 2021, Gaga apareceu no especial de televisão Friends: The Reunion, da HBO Max, e performou a canção "Smelly Cat" com Lisa Kudrow. Um novo álbum de Gaga com Tony Bennett, foi gravado entre 2018 e 2020, e está agendado para ser lançado no segundo trimestre de 2021. Gaga foi escolhida para estrelar o filme House of Gucci, para interpretar a empresária e socialite italiana Patrizia Reggiani, que foi condenada por orquestrar o assassinato de seu ex-marido Maurizio Gucci (interpretado por Adam Driver), presidente e herdeiro da casa de moda Gucci no ano de 1995. Com direção de Ridley Scott e roteiro de Roberto Bentivegna, o longa ainda conta com Robert De Niro, Al Pacino, Jack Huston, Jared Leto e Reeve Carney no elenco. Ela também foi escolhida para aparecer no filme de David Leitch, Bullet Train, ao lado de Brad Pitt, Aaron Johnson, Joe King e Logan Lerman. Por está envolvida no filme House of Gucci, Gaga foi substituída por Sandra Bullock em fevereiro de 2021, para estrelar Bullet Train. House of Gucci estreou em 24 de novembro de 2021, ele obteve críticas mistas, embora os críticos tenham elogiado a performance de Gaga como "nota-perfeita". Ela ganhou o prêmio New York Film Critics Circle e indicações para o prêmio BAFTA, Critics' Choice Award, Golden Globe Award e Screen Actors Guild Award de Melhor Atriz.
Em 3 de agosto de 2021, Gaga anunciou o nome e data de lançamento de seu segundo álbum com Tony Bennett, Love for Sale, para 1° de outubro daquele ano. Além disso, o primeiro single do álbum foi um cover de "I Get a Kick Out of You", canção de Frank Sinatra, lançado no mesmo dia de anúncio e seu videoclipe foi lançado em 6 de agosto de 2021. O disco recebeu críticas geralmente favoráveis e estreou na oitava posição nos Estados Unidos. O lançamento promocional do álbum incluiu o especial de televisão One Last Time: An Evening with Tony Bennett and Lady Gaga, lançado em novembro de 2021, na CBS, que apresentou performances selecionadas das apresentações da dupla em 3 e 5 de agosto no Radio City Music Hall. Outra performance gravada pela dupla para o MTV Unplugged foi lançada em dezembro. No Grammy Awards de 2022, Love for Sale rendeu a Gaga e Bennett o prêmio de Melhor Álbum Vocal Pop Tradicional.

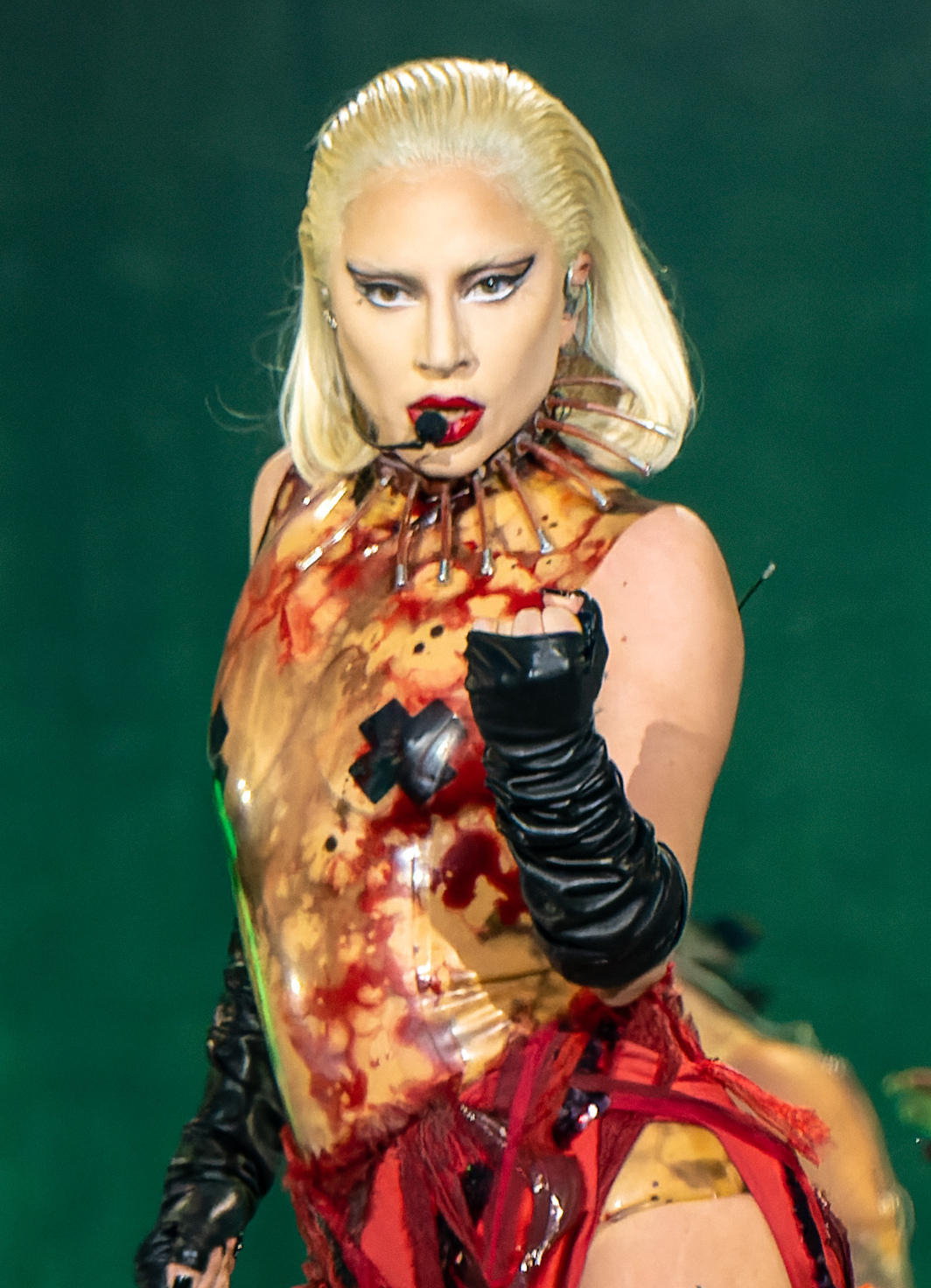
Gaga na turnê The Chromatica Ball em julho de 2022.

Através de suas redes sociais, Gaga anunciou em 30 de agosto de 2021 o lançamento de Dawn of Chromatica para setembro, seu terceiro álbum de remixes contendo regravações das faixas de seu sexto álbum de estúdio Chromatica (2020). Dawn of Chromatica foi lançado em 3 de setembro de 2021 e contém as participações de artistas como as cantoras britânicas Rina Sawayama, Charli XCX e Bree Runway, do cantor e drag queen brasileiro Pabllo Vittar, além de outros artistas nos remixes. Em maio de 2022, a cantora lançou a música tema do filme Top Gun: Maverick, intitulado "Hold My Hand", e também compôs a trilha sonora do filme ao lado de Hans Zimmer e Harold Faltermeyer. Ela cantou "Hold My Hand" ao vivo no  95º Oscar, onde foi indicada para Melhor Canção Original. A faixa também rendeu a Gaga sua terceira vitória de Melhor Canção Original no Satellite Awards. Em julho de 2022, ela embarcou na turnê do estádio The Chromatica Ball, que terminou em setembro. Ele arrecadou US$ 112,4 milhões com 834.000 ingressos vendidos em vinte datas e produziu um especial de show da HBO intitulado Gaga Chromatica Ball. No final do ano, ela se tornou a artista feminina de maior bilheteria em turnê em 2022. Gaga foi nomeada copresidente do Comitê Presidencial de Artes e Humanidades pelo presidente Joe Biden em abril de 2023, e colaborou com os Rolling Stones na música "Sweet Sounds of Heaven", e também com Stevie Wonder no álbum dele, Hackney Diamonds.

### 2024–presente:Joker: Folie à Deux,HarlequineMayhem

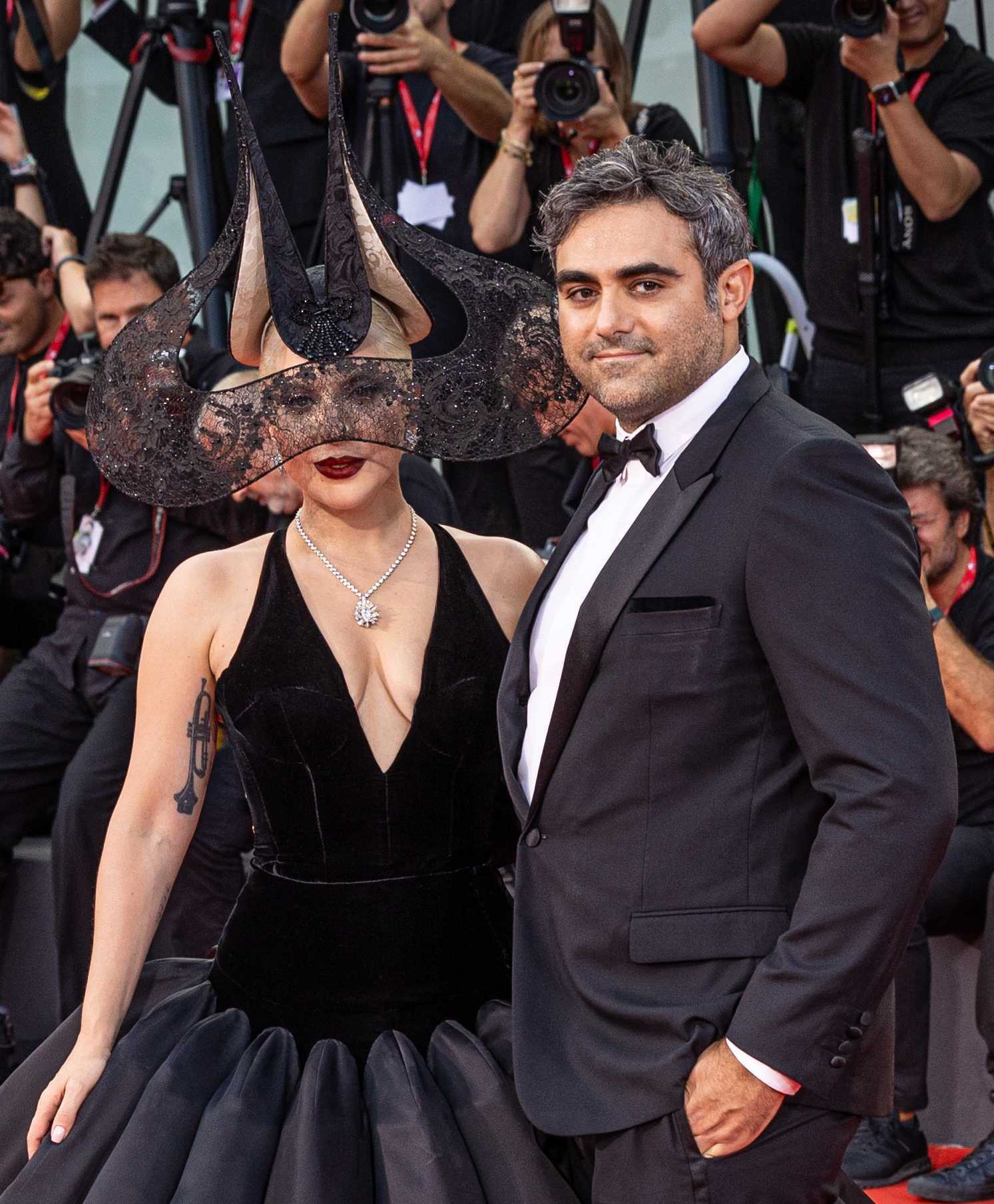
Gaga e seu noivo Michael Polansky, no Festival de Cinema em Veneza de 2024.

Lady Gaga foi a artista em destaque na segunda temporada do spin-off do videogame online Fortnite, Fortnite Festival, que ocorreu de fevereiro a abril de 2024. Ela ficou noiva do empresário Michael Polansky em abril daquele ano, quatro anos após começarem a namorar. Em julho, ela fez uma performance da música "Mon truc en plumes" de Zizi Jeanmaire na cerimônia de abertura dos Jogos Olímpicos de Verão de 2024 em Paris. Gaga lançou o single "Die with a Smile", em colaboração com Bruno Mars, em 16 de agosto de 2024. A canção se tornou seu primeiro número um no Billboard Global 200, e alcançou o terceiro lugar nos EUA. Gaga estrelou como Harleen "Lee" Quinzel / Harley Quinn ao lado de Joaquin Phoenix no musical thriller psicológico de Todd Phillips, Joker: Folie à Deux, a sequência do filme de 2019 Joker. O filme estreou no 81º Festival Internacional de Cinema de Veneza e está previsto para ser lançado nos cinemas em outubro de 2024. Embora sua interpretação de Quinn tenha sido bem recebida, os críticos consideraram que Gaga foi subaproveitada. As músicas tocadas por Gaga e Phoenix no filme serão incluídas em um álbum de trilha sonora. Em setembro de 2024, Gaga anunciou que o primeiro single de seu oitavo álbum de estúdio seria lançado no mês seguinte, com o álbum a ser lançado em fevereiro de 2025. No dia 23 de setembro, Gaga confirmou o lançamento de um novo álbum, baseado no filme Joker: Folie à Deux, intitulado Harlequin, que teve o lançamento marcado para 27 de setembro de 2024, contendo 13 músicas.
No dia 25 de outubro de 2024, Gaga lançou "Disease", o lead single do seu futuro sétimo álbum de estúdio solo. A canção recebeu aclamação da crítica especializada. Robin Murray do Clash descreveu que Gaga era "uma cura caótica em um mundo pop sombrio e pandêmico" avaliando a música com um 9 de 10. O vídeo musical do single teve o lançamento marcado para o dia 29 de outubro. Em janeiro de 2025, Gaga lançou um teaser em suas redes sociais confirmando a data de lançamento de seu novo álbum intitulado Mayhem, para o dia 7 de março do mesmo ano. Gaga compareceu à 67.ª cerimônia do Grammy Awards em 2 de fevereiro de 2025, onde performou com Bruno Mars a canção "California Dreamin' do grupo The Mamas & the Papas, em tributo às vítimas dos incêndios em Los Angeles. Eles também ganharam a categoria Melhor Performance de Dupla ou Grupo Pop por "Die With a Smile", tornado Gaga a única a ganhar esta categoria três vezes. Durante um intervalo da premiação, Gaga lançou o segundo single de Mayhem, "Abracadabra", acompanhado por vídeoclipe do mesmo no YouTube.  A canção recebeu uma resposta favorável da crítica especializada. Em 18 de fevereiro, a cantora estabeleceu o recorde de artista feminina com mais ouvintes mensais no Spotify, ultrapassando 124,6 milhões, além de ficar em terceiro lugar no geral. Gaga também compareceu ao iHeartRadio Music Awards de 2025, na noite de 17 de março, onde foi honrada com o prêmio especial de inovação. Ao subir ao palco ela reafirmou seu amor pela comunidade LGBTQ+ e abordou a pressão da indústria sobre as mulheres, que frequentemente são rotuladas como "velhas demais" ao atingirem os 30 e poucos anos.

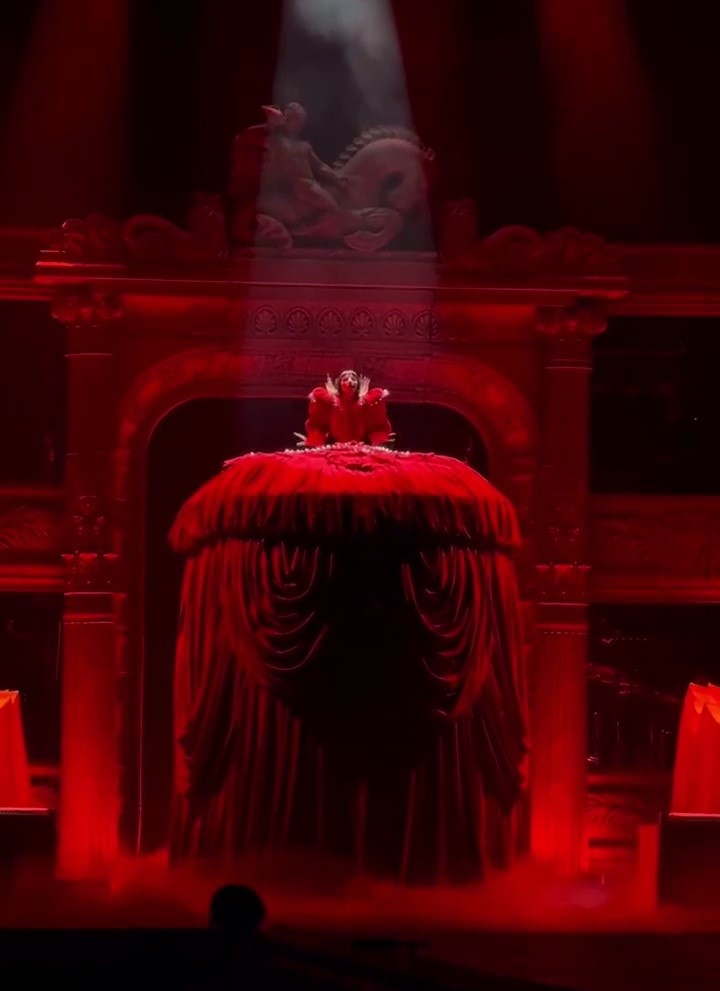
Gaga apresentando "Bloody Mary" em um dos shows da The Art of Personal Chaos, 2025

Nos dias 11 e 18 de abril de 2025, apareceu como a principal atração da vigésima quarta edição do festival Coachella, sendo sua segunda vez como atração principal no evento desde 2017. A Consequence opinou que Gaga levou "seu estilo de performance dinâmico ao deserto em um show principal caracteristicamente envolvente e altamente coreografado, que já figura entre os melhores da história de mais de 25 anos do festival."  Ela também marcou os Long Live Mayhem, dois shows nos dias 26 e 27 de abril de 2025 no Estádio GNP Seguros da Cidade do México, após 13 anos desde sua primeira ida ao México. Gaga também performou na segunda edição do Todo Mundo no Rio (chamada também de Mayhem on the Beach), que foi gratuito na praia de Copacabana, Rio de Janeiro, e que aconteceu no dia 3 de maio de 2025. O evento reunindo 2,1 milhões de pessoas, tornando-se o show com mais público de sua carreira. Mais quatro shows no National Stadium chamados de Lion City Mayhem, em Singapura, também foram anunciados pela artista para acontecer entre 18 e 24 de maio de 2025, como os últimos dos concertos especiais de Mayhem. Por fim, a cantora anunciou a The Mayhem Ball, sua oitava turnê mundial composta por mais de 50 shows, realizados entre julho de 2025 a janeiro de 2026 em cidades da América do Norte, Europa, Oceania e Ásia. Em 20 de maio de 2025, Gaga ganhou seu primeiro prêmio Emmy, na categoria de Melhor Direção Musical no Sports Emmy Awards, por sua performance de "Hold My Hand" pré-gravada antes do Super Bowl LIX. Com este prêmio, ela entrou na lista dos artistas que estão prestes a se tornarem EGOT.

## Características musicais

### Influências
| |  |  |
| Artistas como David Bowie (esquerda) e Madonna (direita) são as maiores influências musicais da carreira de Gaga. |  |  |

Gaga cresceu ouvindo artistas como os Beatles, Stevie Wonder,  Queen, Bruce Springsteen, Pink Floyd, Mariah Carey, Grateful Dead, Led Zeppelin, Whitney Houston, Elton John, Christina Aguilera, Blondie e Garbage, todos a influenciaram musicalmente em algum ponto. A inspiração musical de Gaga varia de cantores de dance-pop, como Madonna e Michael Jackson, a artistas glam rock como David Bowie e Freddie Mercury, bem como a teatralidade da música, do artista pop Andy Warhol e suas próprias raízes de performance no teatro musical. Ela foi comparada a Madonna, que disse que ela se vê refletida em Gaga. Gaga diz que ela quer revolucionar a música pop como Madonna fez. Gaga também citou bandas de heavy metal como uma influência, incluindo Iron Maiden
e Black Sabbath. Ela credita Beyoncé como uma inspiração chave para seguir uma carreira musical.
Gaga se inspirou em sua mãe para se interessar por moda, que ela agora diz ser uma grande influência e integrada à sua música. Estilisticamente, Gaga foi comparada a Leigh Bowery, Isabella Blow e Cher; uma vez ela comentou que quando criança, ela absorveu o senso de moda de Cher e fez o seu próprio. Ela considera Donatella Versace sua musa e o estilista inglês Alexander McQueen como uma inspiração. Por sua vez, Versace chama Lady Gaga "o fresco Donatella". Gaga também foi influenciada pela princesa Diana, que ela admirava desde a infância.
Gaga chamou o defensor da medicina alternativa indiana Deepak Chopra de "verdadeira inspiração", e também citou o livro Criatividade, do líder indiano Osho, no Twitter. Gaga diz que foi influenciada pelo trabalho de Osho em valorizar a rebelião através da criatividade e da igualdade.

### Estilo musical e temas

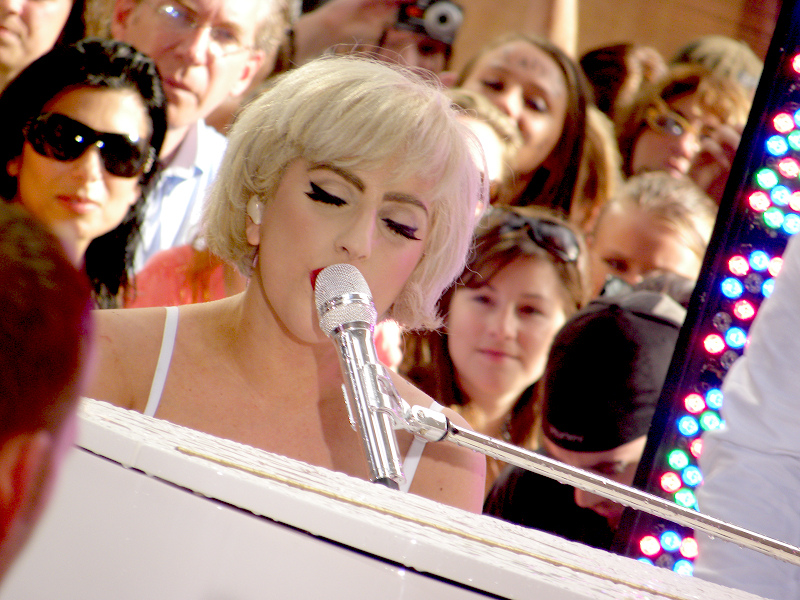
Gaga interpretando "You and I" em piano, no programa da NBC, Today Show em 2010.

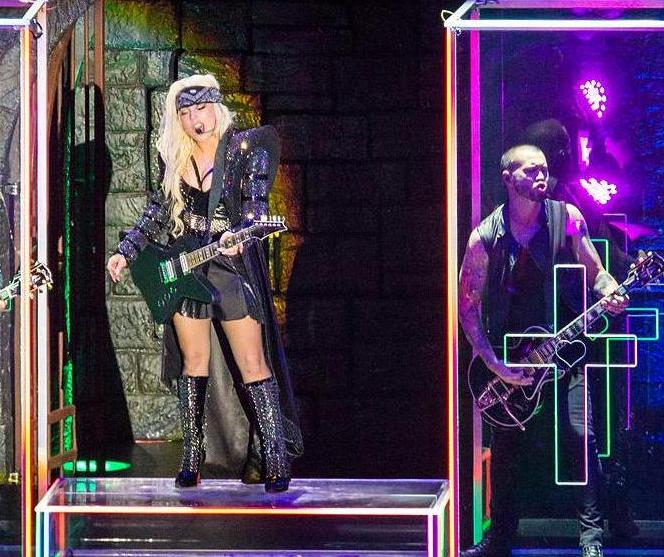
Gaga interpretando "Electric Chapel" usando guitarra, na The Born This Way Ball, em 2012.

Os críticos analisaram e analisaram o estilo musical e performático de Gaga, enquanto ela experimentava novas ideias e imagens ao longo de sua carreira. Ela diz que a reinvenção contínua é "libertadora", a qual ela foi atraída desde a infância.. Gaga é um contralto com um intervalo que vai de B♭2 a B5 Ela mudou seu estilo vocal regularmente, e considera Born This Way "muito mais vocal com o que eu sempre fui capaz". Em resumindo sua voz, Entertainment Weekly escreveu: "Há uma imensa inteligência emocional por trás do modo como ela usa sua voz. Quase nunca subjuga uma música com sua habilidade vocal, reconhecendo, em vez disso, que a arte é encontrada em nuances, e não em poder do pulmão."
As primeiras músicas de Gaga foram chamadas de "sem profundidade" pela escritora Camille Paglia no The Sunday Times, mas de acordo com Evan Sawdey da PopMatters, ela "consegue fazer você se mexer em um ritmo quase sem esforço". Gaga acredita que "toda boa música pode ser tocada em um piano e ainda soar como um sucesso". Simon Reynolds escreveu em 2010: "Tudo sobre Gaga veio de electroclash, exceto a música, que não era particularmente dos anos 1980, apenas vadias impiedosamente pop envidraçadas com o Auto-Tune e reforçadas com batidas de R&B."
As músicas de Gaga cobriram uma grande variedade de conceitos; The Fame discute o desejo pelo estrelato, enquanto o seguidor The Fame Monster expressa o lado sombrio da fama através de metáforas de monstros. The Fame é um álbum electropop e dance-pop que tem influências do pop dos anos 1980 e Europop dos anos 90, enquanto The Fame Monster exibe o gosto de Gaga por pastiche, com base no "Seventies arena glam, empolgante disco do ABBA, e retrocessos açucarados como Stacey Q". Born This Way tem letras em inglês, francês, alemão e espanhol e apresenta temas comuns às composições controversas de Gaga, como sexo, amor, religião, dinheiro, drogas, identidade, libertação, sexualidade, liberdade e individualismo. O álbum explora novos gêneros, como o rock eletrônico e o techno.
Os temas em Artpop giram em torno das visões pessoais de Gaga sobre fama, amor, sexo, feminismo, auto-empoderamento, superação do vício e reações ao escrutínio da mídia. A Billboard descreve o Artpop como "canalizando coerentemente R&B, techno, disco e música rock". Com Cheek to Cheek, Gaga se interessou pelo gênero jazz. Já em Joanne, ela explorou os gêneros country, funk, pop, dance, rock, música eletrônica e folk, sendo influenciada por sua vida pessoal.

## Imagem pública

Gaga no Festival de Cinema de Toronto de 2018.

A recepção pública da música de Gaga, senso de moda e persona é polarizada. Devido à sua influência na cultura moderna e sua ascensão à fama global, o sociólogo Mathieu Deflem, da Universidade da Carolina do Sul, ofereceu um curso intitulado "Lady Gaga e a Sociologia da Fama" desde o início de 2011 com o objetivo de desvendar "algumas as dimensões sociologicamente relevantes da fama de Lady Gaga". Quando Gaga se encontrou brevemente com o então presidente Barack Obama em uma arrecadação de fundos da Campanha de Direitos Humanos, ele achou a interação "intimidadora" enquanto vestia saltos de 16 polegadas, fazendo dela a mulher mais alta da sala. Quando entrevistado por Barbara Walters para sua anual Especial 10 pessoas mais fascinantes promovida pelo canal ABC News em 2009, Gaga rejeitou a alegação de que ela é intersexual como uma lenda urbana. Respondendo a uma pergunta sobre essa questão, ela expressou seu gosto pela androginia. Em um artigo do Sunday Times de 2010, Camille Paglia chamou Gaga de "mais um ladrão de identidade do que um quebradora de tabus eróticos, um produto manufaturado que afirma estar cantando para os malucos, os rebeldes e os despossuídos quando ela não é nenhum daqueles".
O senso de moda extravagante de Gaga também serviu como um aspecto importante de sua personalidade artística. Durante seu início de carreira, membros da mídia compararam suas escolhas de moda com as de Christina Aguilera. Em 2011, 121 mulheres se reuniram no Grammy Awards vestidas com trajes semelhantes aos usados por Gaga, ganhando o recorde mundial Guinness de 2011 para o maior encontro de imitadores de Lady Gaga. O Global Language Monitor nomeou "Lady Gaga" como o Top Fashion Buzzword, com sua marca registrada "sem calças" em terceiro lugar. A Entertainment Weekly colocou suas roupas no final da década na lista "os melhores", dizendo que ela "trouxe arte performática para o mainstream".
A Time colocou Gaga em sua lista dos 100 ícones de moda de todos os tempos, dizendo: "Lady Gaga é tão notória por seu estilo ultrajante quanto por seus sucessos pop ... [Gaga] tem roupas esportivas feitas de bolhas de plástico, Kermit the Frog bonecas e carne crua". Gaga usou um vestido feito de carne crua para o MTV Video Music Awards de 2010, que foi complementado por botas, uma bolsa e um chapéu também feito de carne crua. Parcialmente premiada em reconhecimento ao vestido, a Vogue a nomeou uma das pessoas mais bem vestidas de 2010 e a Time nomeou o vestido como a Declaração de Moda do ano. Chamou a atenção da mídia mundial; a organização de direitos dos animais PETA achou ofensivo. O vestido de carne foi exibido no Museu Nacional de Mulheres nas Artes em 2012, e entrou no Rock and Roll Hall of Fame em setembro de 2015.
Os fãs de Gaga a chamam de "Mãe Monstro", e ela frequentemente se refere a eles como "Pequenos Monstros", uma frase que ela havia tatuado em si mesma em dedicação. Em seu artigo "Lady Gaga foi pioneira na cultura online Fandom como a conhecemos" para o vice, Jake Hall do Vice, escreveu que Gaga inspirou várias marcas de fãs subsequentes, como as de Taylor Swift, Rihanna e Justin Bieber. Em julho de 2012, Gaga também co-fundou o serviço de rede social LittleMonsters.com, dedicado aos seus fãs. De acordo com o Guinness World Records, Gaga foi a pessoa mais seguida no Twitter em 2011 e a cantora pop feminina mais seguida em 2014; o livro também a chamou de a popstar mais poderosa daquele ano. A Forbes a incluiu em seu Celebrity 100 de 2010 a 2015 e sua lista das mulheres mais poderosas do mundo de 2010 a 2014. Ela ganhou 62 milhões, 90 milhões, 52 milhões, 80 milhões, 33 milhões e 59 milhões de dólares entre 2010 e 2015. Ela foi nomeada uma das pessoas mais influentes do mundo pela revista Time em 2010 e ficou em segundo lugar nas pessoas mais influentes dos últimos dez anos da revista Time em 2013. Em março de 2012, Gaga ficou em quarto lugar na lista dos maiores fabricantes de dinheiro de 2011 pela Billboard, com ganhos de 25 milhões de dólares, que incluíram as vendas de Born This Way e sua Monster Ball Tour. No ano seguinte, ela liderou a lista da Forbes da Celebridades Que Mais Lucram 30, e em fevereiro de 2016, a revista estimou o patrimônio líquido de Gaga em 275 milhões de dólares.

## Filantropia e ativismo

### Filantropia

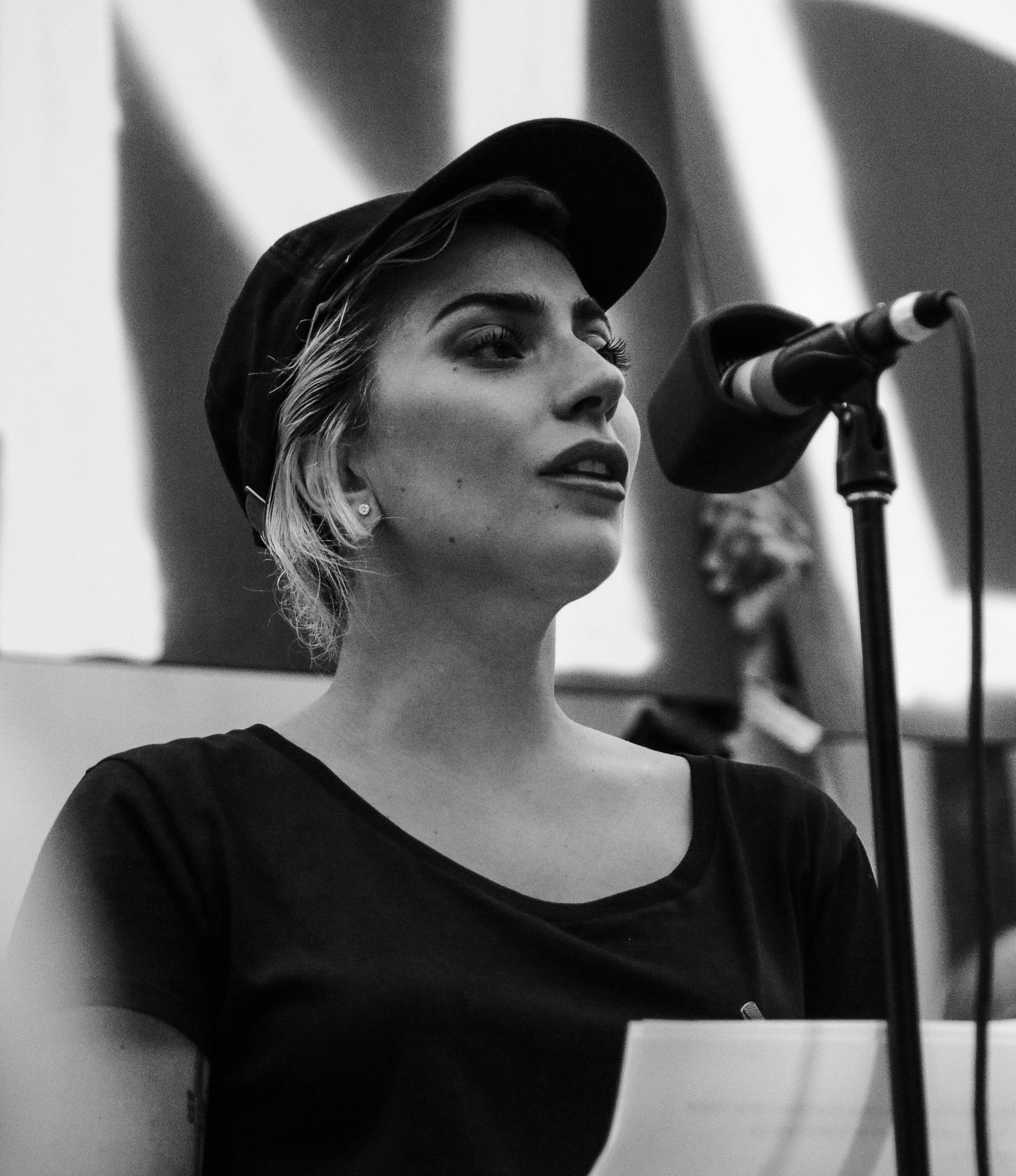
Gaga fazendo um discurso em uma vigília para as vítimas do massacre em Orlando nos degraus da Los Angeles City Hall em junho de 2016.

Depois de recusar um convite para aparecer no single "We Are the World 25" (por causa dos ensaios de sua turnê) para beneficiar as vítimas do terremoto de 2010 no Haiti, Gaga doou os lucros de seu show Radio City Music Hall em janeiro de 2010 para a reconstrução do país. Todos os lucros de sua loja online naquele dia também foram doados, e Gaga anunciou que 500 mil dólares foram coletados para o fundo. Horas depois do terremoto e tsunami de 2011 em Tóquio, Gaga twittou um link para as Pulseiras de Oração do Japão. Todas as receitas de uma pulseira que ela projetou em conjunto com a empresa foram doadas para esforços de socorro; estes levantaram 1,5 milhão de dólares. Em junho de 2011, Gaga se apresentou no show de caridade da MTV Japão  em Makuhari Messe, que beneficiou a Cruz Vermelha Japonesa.
Em 2012, Gaga se juntou ao grupo de campanha Artistas Contra Fracking. Naquele outubro, Yoko Ono deu a Gaga e outros quatro ativistas o LennonOno Grant for Peace em Reykjavík, Islândia. No mês seguinte, Gaga se comprometeu a doar 1 milhão de dólares para a Cruz Vermelha Americana para ajudar as vítimas do furacão Sandy. A Gaga também contribui na luta contra o preconceito a pessoas soropositivas, com foco em educar as mulheres jovens sobre os riscos da doença. Em colaboração com Cyndi Lauper, a Gaga uniu forças com a MAC Cosmetics para lançar uma linha de batons sob a linha de cosméticos complementares Viva Glam. As vendas arrecadaram mais de 202 milhões de dólares para combater o HIV e a AIDS.
Em abril de 2016, Gaga se uniu ao vice-presidente Joe Biden na Universidade de Nevada, em Las Vegas para apoiar a campanha It's On Us de Biden enquanto ele viajava para faculdades em nome da organização, que viu 250 000 estudantes de mais de 530 faculdades assinarem uma promessa de solidariedade e ativismo. Dois meses depois, Gaga participou da 84ª Conferência Anual dos Prefeitos dos EUA em Indianápolis, onde se juntou ao Dalai Lama para falar sobre o poder da bondade e como tornar o mundo um lugar mais compassivo. O governo chinês adicionou Gaga a uma lista de forças estrangeiras hostis, e os sites chineses e organizações de mídia foram obrigados a interromper o upload ou a distribuição de suas músicas. O Departamento de Publicidade do Partido Comunista da China (CCPPD) também emitiu uma ordem para os meios de comunicação controlados pelo Estado condenarem esta reunião.

### Born This Way Foundation

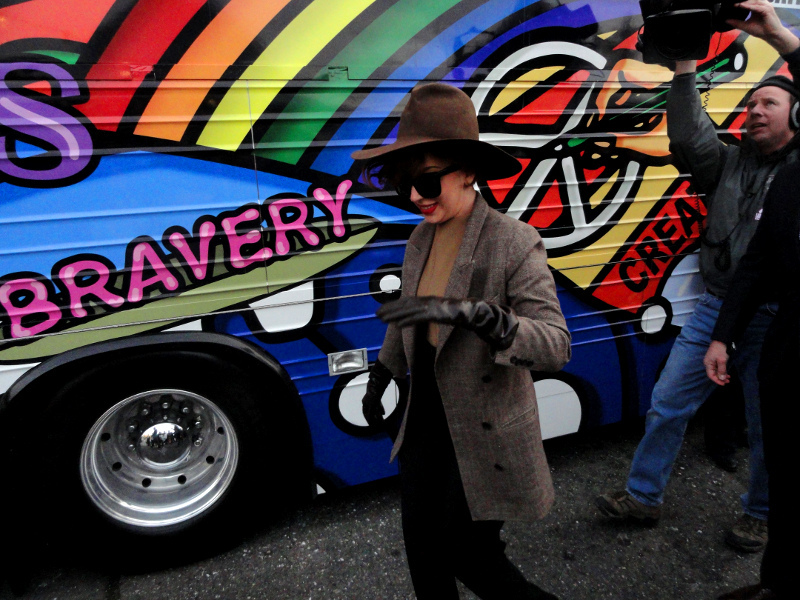
Gaga durante um evento para a Born This Way Foundation na Europa, 2013

Em 2012, Gaga lançou a Born This Way Foundation (BTWF), uma organização sem fins lucrativos que se concentra no empoderamento da juventude. Leva o nome de seu single e álbum de 2011. O proprietário da mídia, Oprah Winfrey, o escritor Deepak Chopra, e a secretária de Saúde e Serviços Humanos dos EUA, Kathleen Sebelius, falaram na inauguração da fundação na Universidade de Harvard. O financiamento original da fundação incluiu 1,2 milhão de dólares da Gaga, 500 mil dólares da MacArthur Foundation e 850 mil dólares da Barneys New York. Em julho de 2012, a BTWF estabeleceu uma parceria com a Office Depot Center., que doou 25% das vendas, um mínimo de 1 milhão de dólares de uma série de produtos de volta à escola de edição limitada. As iniciativas da fundação incluíram o "Born Brave Bus", que a seguiu em turnê como um centro juvenil, como uma iniciativa contra o bullying.
Em outubro de 2015, no Centro de Inteligência Emocional de Yale, Gaga se juntou a 200 estudantes do ensino médio, políticos e autoridades acadêmicas, incluindo Peter Salovey, para discutir maneiras de reconhecer e canalizar emoções para resultados positivos. Em 2016, a fundação fez parceria com a Intel, Vox Media e Recode para combater o assédio virtual. A receita de vendas da 99ª edição da revista V, que contou com Gaga e Kinney, foi doada à fundação. Gaga e Elton John lançaram a linha de roupas e acessórios Love Bravery na Macy's em maio. 25% de cada compra suportam a fundação de Gaga e Fundação Elton John AIDS. A Gaga fez uma parceria com a Starbucks por uma semana em junho de 2017 com a campanha "Cups of Kindness", em que a empresa doou 25 centavos de algumas das bebidas vendidas para a fundação. Ela também apareceu em um vídeo da Staples Inc. para angariar fundos para a fundação e para a DonorsChoose.org.

### Defesa LGBT

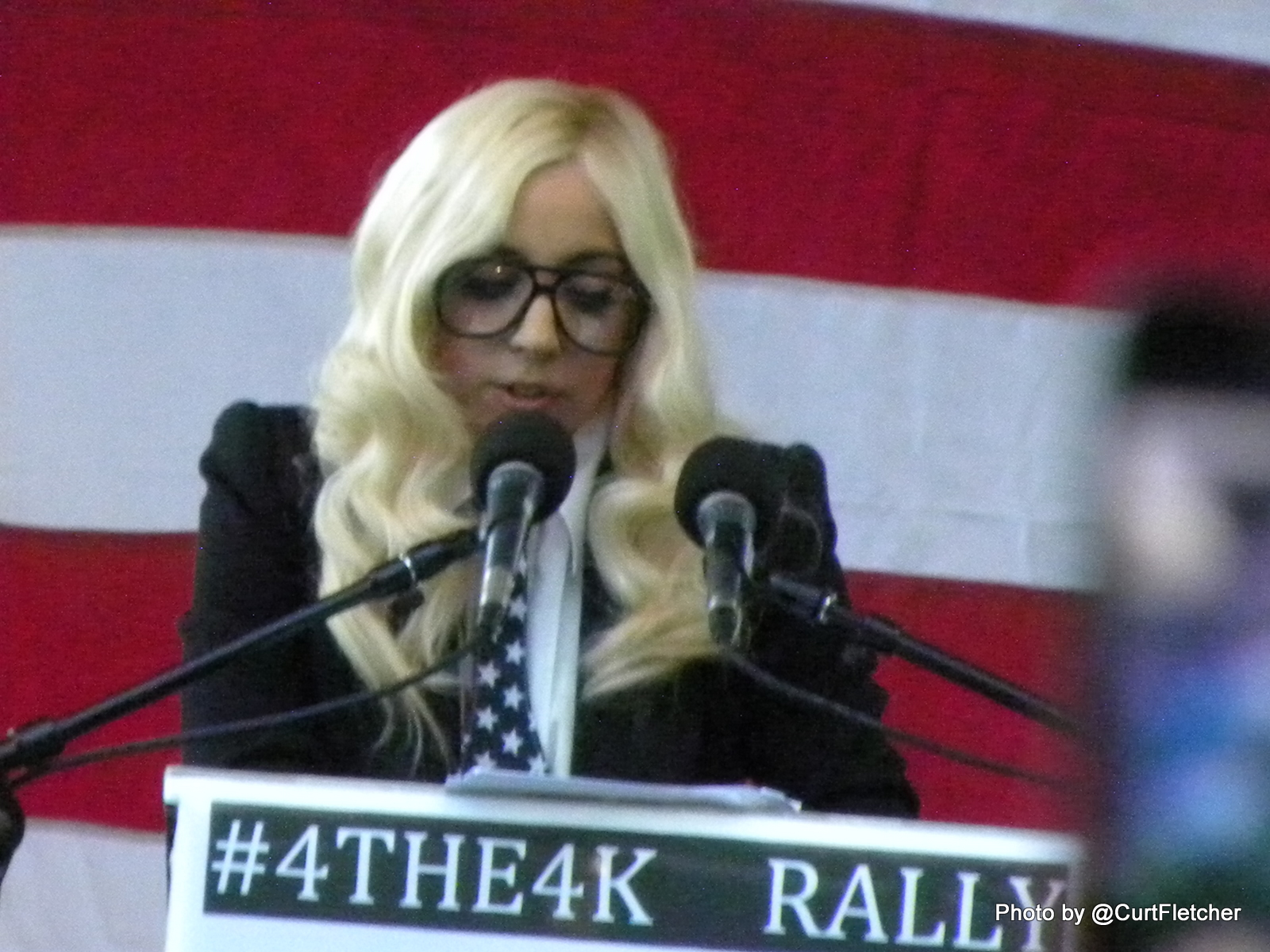
Gaga dando um discurso na "Marcha Nacional pela Igualdade" de 2009.

Como uma mulher bissexual, Gaga apoia ativamente os direitos LGBT em todo o mundo. Ela atribui muito do seu sucesso inicial como artista mainstream a seus fãs gays e é considerada um ícone gay. No início de sua carreira, ela teve dificuldade em conseguir um programa de rádio e declarou: "O ponto de virada para mim foi a Comunidade LGBT". Ela agradeceu à FlyLife, uma empresa de marketing LGBT com sede em Manhattan, com quem a sua gravadora Interscope trabalha, nas notas do The Fame. Uma de suas primeiras apresentações televisivas foi em maio de 2008 no NewNowNext Awards, uma premiação exibida pelo logotipo da rede de televisão LGBT.
Gaga falou na Marcha Nacional pela Igualdade de 2009 em Washington em apoio ao movimento LGBT. Ela participou do MTV Video Music Awards de 2010, acompanhada por quatro ex-membros gays e lésbicas das Forças Armadas dos Estados Unidos, que tinham sido incapazes de servir abertamente sob a política "don't ask, don't tell" dos militares dos EUA, proibiu a homossexualidade aberta nas forças armadas. Gaga pediu aos seus fãs via YouTube para contatar seus senadores em um esforço para derrubar a política. Em setembro de 2010, ela falou em uma reunião da Servicemembers Legal Defense Network em Portland, Maine. Após este evento, o The Advocate a nomeou uma "advogada feroz" aos LGBT.
Gaga apareceu na Europride, um evento internacional dedicado ao orgulho LGBT, em Roma, em junho de 2011. Ela criticou o estado pobre dos direitos dos homossexuais em muitos países europeus e descreveu os homossexuais como "revolucionários do amor". Gaga foi ordenada como ministro pelo Mosteiro da Igreja da Vida Universal para poder oficiar o casamento de duas amigas.
Em junho de 2016, durante uma vigília realizada em Los Angeles pelas vítimas do Massacre de Orlando em uma boate gay, Gaga leu em voz alta os nomes das 49 pessoas mortas no ataque e fez um discurso. Mais tarde naquele mês, Gaga apareceu no vídeo de homenagem da Human Rights Campaign às vítimas do ataque.
Ela se opôs à presidência de Donald Trump e lamentou sua proibição de transgêneros no serviço militar. Ela apoiou a ex-secretária de Estado Hillary Clinton nas Eleições presidenciais americanas em 2016.
No aniversário de 10 anos do álbum Born This Way, em 23 de maio de 2021, a prefeitura de West Hollywood concedeu a Lady Gaga a chave da cidade. Em homenagem a todo o impacto positivo que o álbum proporcionou aos fãs da cantora (que em sua maioria é da comunidade LGBTQ+), a prefeita Lindsey P. Horvath estabeleceu o dia 23 de maio como feriado municipal, conhecido como "Born This Way Day". Gaga, inclusive, fez questão de aparecer no evento da entrega da chave com uma maquiagem usada na época de Born This Way.

## Legado

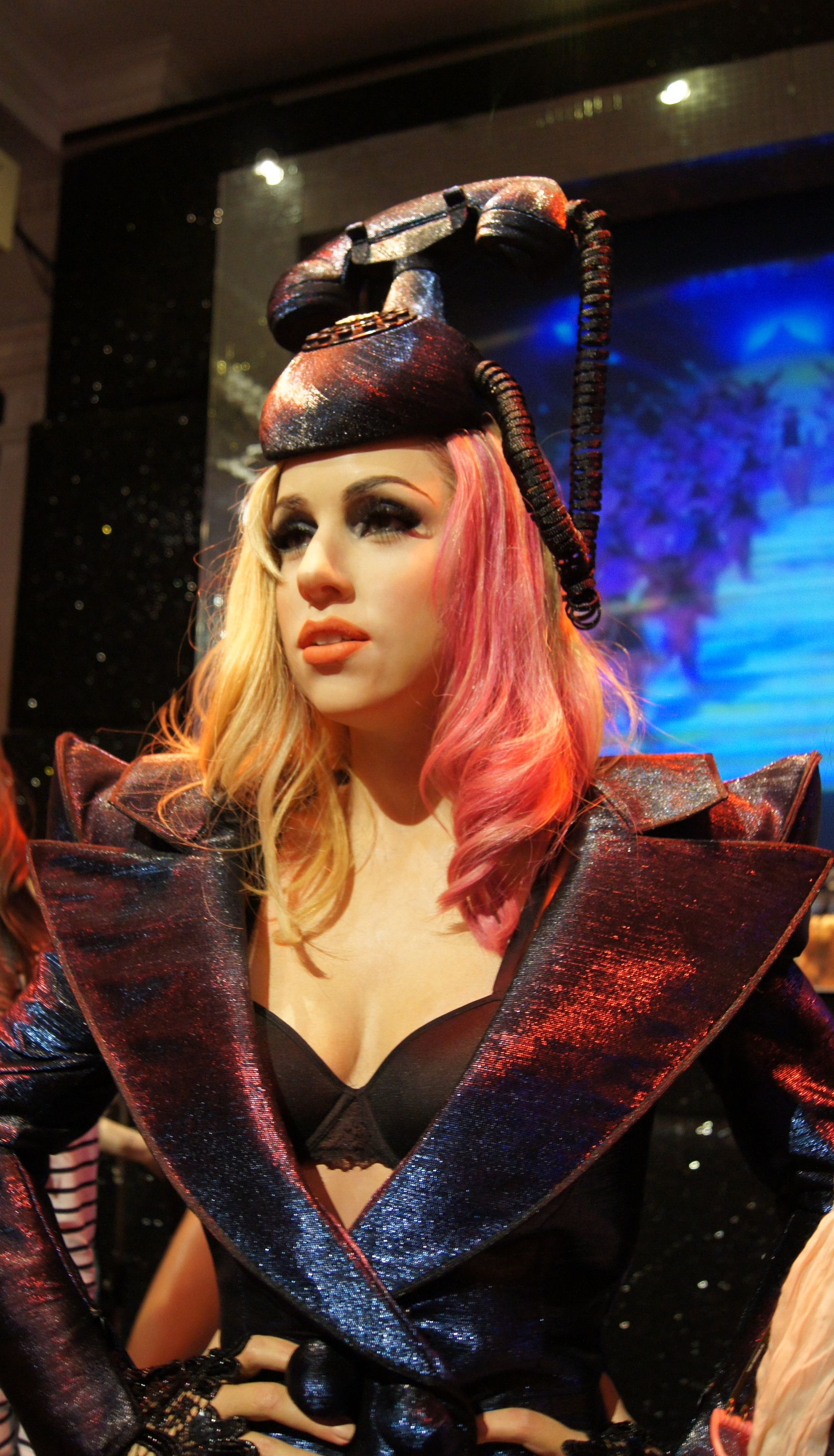
Em 2010, oito figuras de cera de Gaga foram instaladas no museu Madame Tussauds.

Gaga foi nomeada a "Queen of Pop" em um ranking de 2011 pela Rolling Stone (baseado em vendas de discos e métricas de mídia social), e ela ficou em quarto lugar na lista de Maiores Mulheres da Música em 2012, pelo VH1. Em 2012, ela se tornou uma característica de uma exposição temporária The Elevated. From the Pharaoh to Lady Gaga, comemorando o 150º aniversário do Museu Nacional em Varsóvia.
Gaga tem sido muitas vezes considerada como uma pioneira, por vezes, utilizando controvérsia para chamar a atenção para vários problemas. Por causa do sucesso de The Fame, ele foi listado como um dos 100 melhores álbuns de estreia de todos os tempos pela revista Rolling Stone em 2013 Gaga é reconhecida como um dos artistas que impulsionaram o aumento na popularidade do synthpop no final dos anos 2000 e início de 2010. Scott Hardy, CEO da Polaroid, elogiou Gaga por inspirar seus fãs e por suas interações com eles nas mídias sociais.
De acordo com Kelefa Sanneh do The New Yorker, "Lady Gaga abriu caminho para pop stars truculentos tratando sua própria celebridade como um projeto de arte em evolução". Incluindo Born This Way como um dos 50 melhores álbuns de todos os tempos, Rob Sheffield da Rolling Stone, considera "difícil lembrar de um mundo onde não tínhamos Gaga, embora temos certeza que era um muito mais chato". Em 2015, a Time também notou que Gaga havia "praticamente inventado a atual era da música pop como espetáculo". Seu trabalho influenciou artistas, incluindo Miley Cyrus, Nicki Minaj, Ellie Goulding, Halsey, Nick Jonas, Sam Smith, Noah Cyrus, Katherine Langford, e MGMT.

### Vídeos e performances

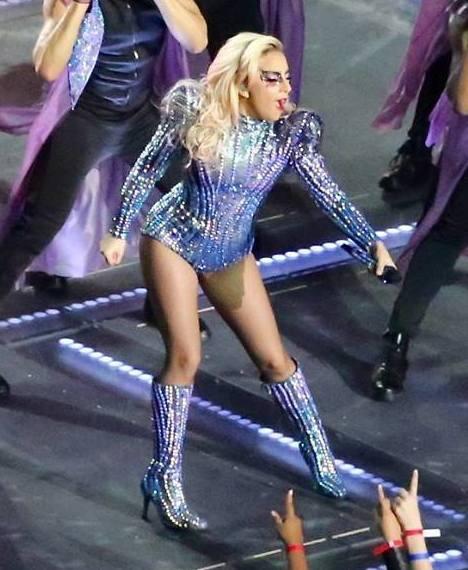
Gaga durante sua performance no Super Bowl LI em 2017.

Apresentando constantes mudanças de figurino e visuais provocativos, os videoclipes de Gaga são frequentemente descritos como curtas-metragens e são considerados como feitos icônicos na cultura popular, onde se tornaram "obras-primas" da indústria musical. O vídeo de "Telephone" rendeu a Gaga o Recorde Mundial do Guinness por Maior Quantidade de Propaganda de Produtos em um Vídeo. De acordo com o autor Curtis Fogel, ela explora a bondage e o sadomasoquismo e destaca os temas feministas predominantes. Os principais temas de seus videoclipes são sexo, violência e poder. Ela se diz "um pouco feminista" e afirma que é "sexualmente empoderadora para as mulheres".
Gaga se chamou de perfeccionista quando se trata de seus shows elaborados. Suas performances foram descritas como "altamente divertidas e inovadoras"; a performance de "Paparazzi" no MTV Video Music Awards de 2009 foi descrita como "estonteante" pela MTV News. Ela continuou o tema ensanguentado durante The Monster Ball Tour, causando protestos na Inglaterra de grupos familiares e fãs no rescaldo dos tiroteios em Cumbria, em que um motorista de táxi matou 12 pessoas, depois ele próprio. No MTV Video Music Awards de 2011, Gaga apareceu em drag como seu alter ego masculino, Jo Calderone, e fez um monólogo apaixonado antes de uma performance de sua música "Yöu And I". Como coreógrafa e diretora criativa de Gaga, Laurieann Gibson forneceu material para seus shows e vídeos por quatro anos antes de ser substituída por seu assistente Richard Jackson em 2014.
Em 2015, a performance de Gaga na 87.ª edição do Óscar mostrou sua potência vocal, que segurou as notas inconstantes da canção sem pestanejar, sendo uma das grandes apresentações elogiadas da noite. Ela foi acompanhada por uma orquestra de cordas que deu dimensão à apresentação. O arranjo, entretanto, trouxe pouco de criatividade, se aproximando muito da versão original de “The Hills Are Alive”. Outra grande performace que marcou a carreira de Gaga, foi o seu show no intervalo do Super Bowl LI na noite de 5 de fevereiro de 2017. A NFL divulgou um comunicado informando que o show foi o evento musical mais assistido até então em todas as plataformas.

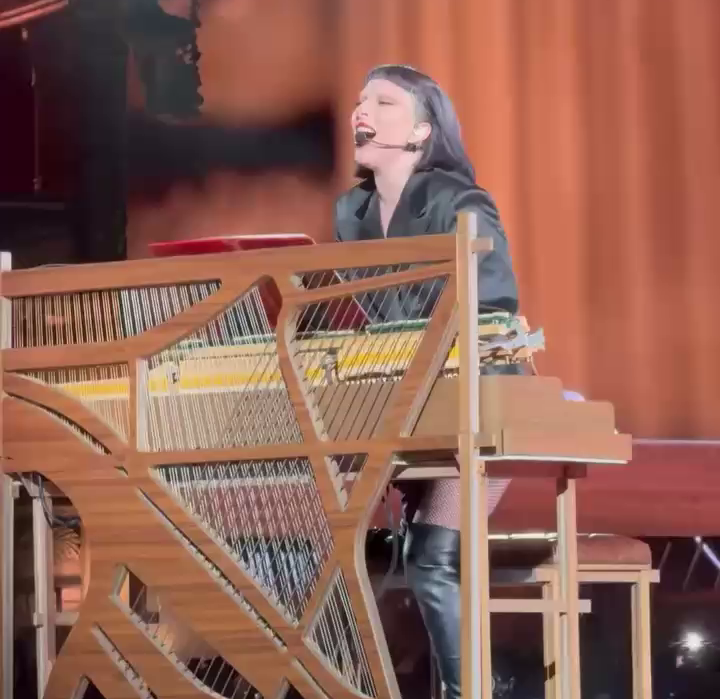
Gaga cantando "Vanish into You" no Todo Mundo no Rio 2025, show que atraiu mais de 2 milhões de pessoas.

Em 3 de maio de 2025, Gaga realizou um megashow gratuito na praia de Copacabana, Rio de Janeiro, que se tornou um marco em sua carreira. O evento fez parte tanto dos nove shows promocionais em apoio ao seu álbum Mayhem, quanto da iniciativa Todo Mundo no Rio, um projeto que foi destinado a realizar grandes concertos de artistas internacionais no Rio de Janeiro até 2028. Cerca de 2,1 milhões de pessoas participaram do show, que o tornou a maior apresentação ao vivo da cantora, o maior show já feito por uma artista feminina e o 5° maior show na história. Também chamado de Mayhem on the Beach, o evento gerou um retorno lucrativo de R$ 98 milhões em publicidade para a cidade, e estima-se que o valor econômico total arrecadado foi de R$ 600 milhões, considerando o impacto em turismo, hotelaria, alimentação, transporte e publicidade. O espetáculo foi transmitido pela TV Globo, que marcou bons índices de audiência. No Rio de Janeiro, a audiência pela TV Globo bateu os 21 pontos (4,8 milhões de pessoas), três a mais do que a média dos quatro sábados anteriores. Em audiência total pelo país, somando os espectadores da TV Globo e do Multishow, 34,5 milhões de pessoas assistiram o concerto. O show também foi alvo de uma tentativa de atentado planejado por grupos extremistas, que foi impedido graças a Polícia Civil do Estado do Rio de Janeiro em parceria com o Ministério da Justiça e Segurança Pública. As investigações revelaram que o ataque ao concerto seria com a utilização de explosivos improvisados e coquetéis molotov. O plano foi detectado após o monitoramento dos grupos extremistas em redes sociais. As autoridades optaram por manter a operação (chamada de "Fake Monster") em sigilo até a realização do evento, para evitar pânico entre os participantes. A cantora também não foi informada da ameaça, sendo notificada no dia seguinte.

### Haus of Gaga
O Haus of Gaga é a equipe criativa pessoal da cantora pop Lady Gaga, fundada por ela para ser responsável por grande parte de seu estilo distinto. O Haus of Gaga cria a maioria das roupas, adereços, cenários e maquilhagem para performances ao vivo de Gaga e outras representações visuais de sua obra, bem como peças individuais que representam artisticamente o estilo e temas enfatizados por Gaga. Estas criações são reunidas em combinação com outras criações e som para criar uma colecção completa de vídeos musicais e outras aparições. Algumas das mais famosas peças da Haus é o "Disco Stick" (uma vara longa com uma cúpula acrílica que emite luz) e "Óculos de LCD do iPod" (um par de óculos com duas telas do iPod Classic em vez de lentes).
Em entrevistas e através de sua arte, Lady Gaga revelou o seu respeito pelo trabalho do artista pop Andy Warhol, especificamente por sua capacidade de elevar a arte pop. Warhol disse que "arte deve ser significativa, da maneira mais superficial", GaGa explicou em uma entrevista. "Ele era capaz de fazer arte comercial, que foi levada a sério como arte ... que é o que eu estou fazendo também." Gaga manifestou seu desejo de ser sócia de Warhol. Quando Christina Aguilera disse ao Los Angeles Times em 2008, "Eu não sei se Lady Gaga é um homem ou uma mulher", Gaga respondeu: "Quando eu ouço comentários como esse, eu sou como, 'Ela está morta', porque ela viu o Warhol em mim." Gaga usa o Haus of Gaga para imitar seu ídolo, que tinha um famoso estúdio na Cidade de Nova Iorque, The Factory. "Nesta industria, você terá um monte de estilistas e produtores atirados a você, mas esta é a minha própria equipa criativa, com base no Factory de Warhol [...] Como eu faço música e performances que são instigantes, frescas e futurísticas? Nós decidimos o que é bom, e se as ideias são poderosas o suficiente, podemos convencer o mundo que é óptimo."

### Aparições e representações na televisão

A série de televisão Glee, já fez tributos duas vezes a Lady Gaga.

Na televisão, Lady Gaga já recebeu tributos e fez aparições. A série de televisão Glee, fez tributos em dois episódios: "Theatricality" na primeira temporada e "Born This Way" na segunda. Ela fez uma aparição em Gossip Girl no episódio "The Last Days of Disco Stick" da terceira temporada. Em "Theatricality", os personagens femininos e Kurt usam vestimentas inspiradas em roupas de Lady Gaga e cantam a canção "Bad Romance". Esta versão da canção foi lançada como single e está incluída no álbum de trilha sonora, Glee: The Music, Volume 3 Showstoppers. Lady Gaga emprestou seu costureiro para ajudar na criação de roupas no episódio. Neste episódio também foi interpretada a canção "Poker Face" pelas personagens Rachel e sua mãe Shelby. Essa versão de "Poker Face" estreou no 20º lugar na Billboard Hot 100. Lady Gaga adorou o episódio e chamou-o de "fantástico". Em "Born This Way", foi interpretado o primeiro single de Born This Way, "Born This Way". Ela disse que adorou a performance. Esta versão da canção estreou na Billboard Hot 100 no número 47, vendeu 73.000 cópias nos Estados Unidos e se encontra no álbum Glee: The Music, Volume 6 que foi lançado no mesmo dia que o álbum de Gaga. Em "The Last Days of Disco Stick", a personagem Blair Waldorf tem o desejo de se juntar as pessoas fixes da Tish School of the Arts. Ela faz uma peça de teatro baseada na música pop: uma Branca de Neve moderna com a música de Lady Gaga. No fim, ela consegue trazer a Lady Gaga para o show, facto que impressionou muito os seus colegas.

### Presença na literatura
Lady Gaga: Queen of Pop é uma biografia de Lady Gaga, escrita por Emily Herbert (pseudônimo de Virginia Blackburn), e publicada no Reino Unido pela John Blake Publishing Ltd.. Foi publicado pela Overlook Press nos Estados Unidos, com o título Lady Gaga: Behind the Fame. Versões adicionais foram publicadas em 2010 pela Wilkinson Publishing em Melbourne, Victoria, e pela Gardners Books no Reino Unido. O livro discute o início da vida de Gaga quando ela era conhecida como Stefani Joanne Angelina Germanotta. Começa com seu nascimento em 1986, e narra a sua educação e angústias que antecederam a sua primeira experiência com a fama. A autora aborda seu tempo no Convent of the Sacred Heart em Nova Iorque, suas idas precoces para discotecas com sua mãe para se apresentar nos eventos de microfone livre, e sua breve incursão na Tisch School of the Arts.

### Homenagens na botânica e na zoologia
Um novo gênero de samambaias, Gaga, e duas espécies, G. germanotta e G. monstraparva foram nomeadas em sua homenagem. O nome monstraparva aludiu aos fãs de Gaga conhecidos como "monstrinhos", já que seu símbolo é a mão estendida da "garra do monstro", que se assemelha a uma jovem folhagem de samambaia bem enrolada antes de se desdobrar.
Na entomologia, a cantora tem duas espécies de insetos nomeados em sua homenagem: Aleiodes gaga, uma vespa parasita, e Kaikaia gaga, uma espécie de arborícola .
Por fim, também tem um mamífero extinto, Gagadon minimonstrum, nomeado para ela .

## Prêmios e indicações
A lista de prêmios e indicações de Lady Gaga consiste em 429 prêmios vencidos de 755 indicações totais. Seu álbum de estreia, The Fame foi lançado pela Interscope Records em agosto de 2008. O álbum tem diversos singles de sucesso, incluindo "Just Dance", que foi nomeado para um Grammy de Melhor Gravação Dance de 2009. O single seguinte, "Poker Face", liderou quase todas as paradas em todo o mundo, e foi nomeado para vários prémios Grammy, incluindo Música do Ano e Gravação do Ano, e venceu Melhor Gravação Dance em 2010.
Junto com os seus hit singles, The Fame em si, ganhou vários prémios e nomeações, como nomeações ao Grammy de Álbum do Ano, e o prémio de Melhor Álbum Eletrotécnico/Dance. Gaga juntamente com os vídeos musicais lançados com os seus singles, também ganhou vários prêmios e nomeações.
Em 13 de fevereiro de 2011, o single de Lady Gaga que liderou as paradas, "Bad Romance", de seu terceiro extended play, The Fame Monster, ganhou dois Grammys — um para Melhor Performance Vocal Pop Feminina e os outros foram para o seu vídeo de acompanhamento para Melhor Vídeo Musical. Além disso, o single "Telephone" foi nomeado para o Grammy de Melhor Colaboração Pop com Vocais. O single promocional "Dance in the Dark" também deu a Gaga a sua terceira nomeação na categoria de Melhor Gravação Dance. The Fame Monster em si, foi nomeado para Álbum do Ano e ganhou o Grammy de Melhor Álbum Pop Vocal.
Durante seus mais de 15 anos de carreira, Gaga é detentora de 14 estatuetas do Grammy, indicada três vezes ao Óscar, sendo vencedora de uma categoria em 2019 pelo tema "Shallow", indicada quatro vezes ao Globo de Ouro e vencedora de duas categorias, a primeira em 2016 pela série American Horror Story: Hotel e a segunda em 2019, pela música "Shallow", tema do filme A Star Is Born.

## Discografia
| Álbuns de estúdio solo - The Fame (2008) (relançado em 2009 como The Fame Monster) - Born This Way (2011) - Artpop (2013) - Joanne (2016) - Chromatica (2020) - Mayhem (2025) | Álbuns de estúdio colaborativos - Cheek to Cheek (com Tony Bennett) (2014) - Love for Sale (com Tony Bennett) (2021) Álbuns de trilhas sonoras - A Star Is Born (com Bradley Cooper) (2018) - Top Gun: Maverick (com Lorne Balfe, Harold Faltermeyer e Hans Zimmer) (2022) - Harlequin (2024) - Joker: Folie à Deux (com Joaquin Phoenix) (2024) |

## Filmografia
| Ano       | Título                       | Papel                    |
| Cinema    | Cinema                       | Cinema                   |
| --------- | ---------------------------- | ------------------------ |
| 2013      | Machete Kills                | La Camaleon              |
| 2014      | Sin City: A Dame to Kill For | Bertha                   |
| 2018      | A Star Is Born               | Ally Brooke              |
| 2021      | House of Gucci               | Patrizia Reggiani        |
| 2024      | Joker: Folie à Deux          | Harley Quinn / Alerquina |
| Televisão |                              |                          |
| 2015      | American Horror Story        | Elizabeth Johnson        |
| 2016      | American Horror Story        | Scàthach                 |
| 2025      | Wednesday                    | TBA                      |